# Alquimia

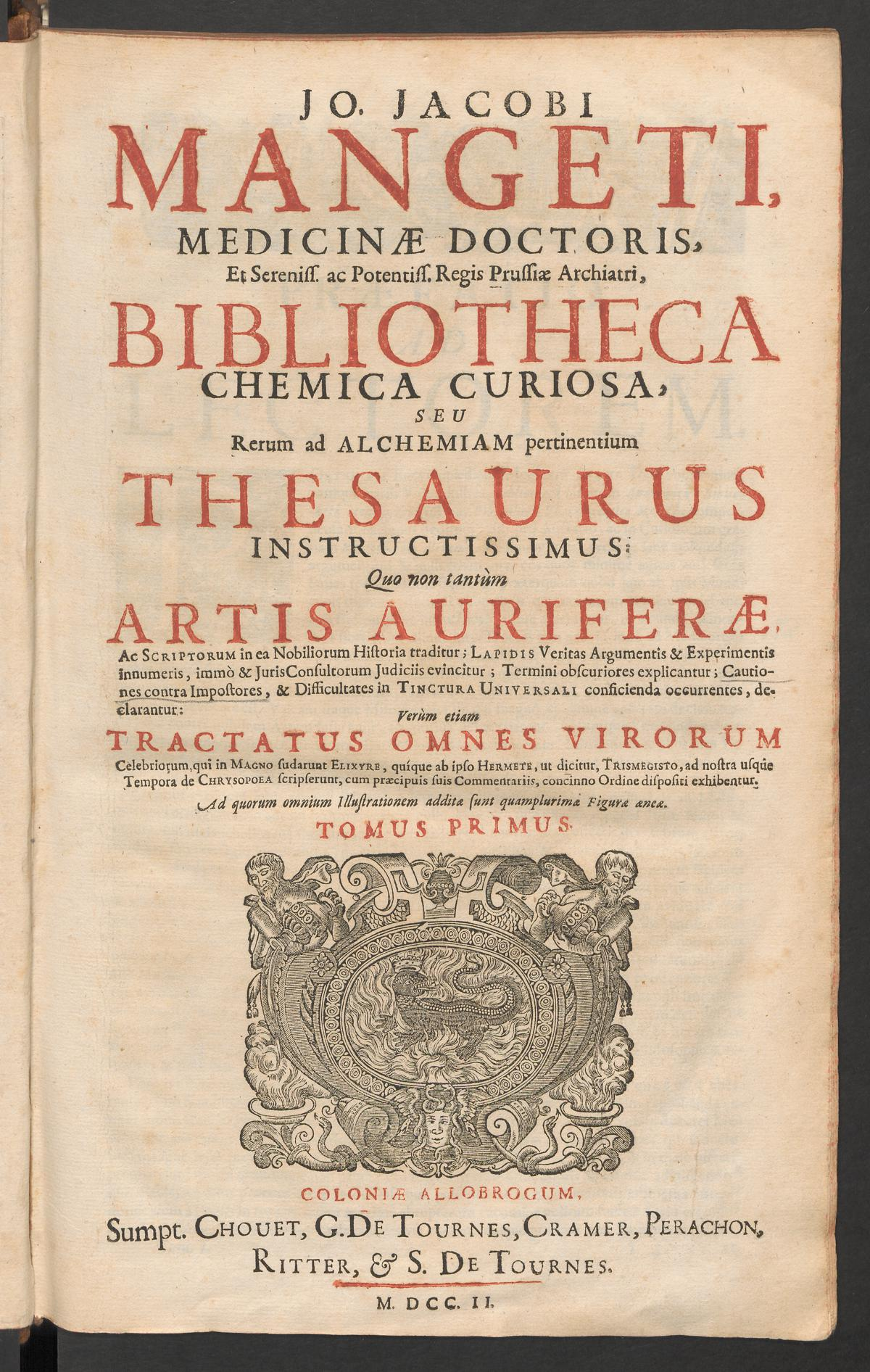
Bibliotheca chemica curiosa, una de las colecciones más completas de textos alquímicos publicados por primera vez en latín, en Ginebra, en el año 1702 por Chouet y editados por Jean-Jacques Manget (ejemplar original digitalizado de la biblioteca privada de Jung).

En la historia de la ciencia, la alquimia (del árabe الخيمياء [al-khīmiyā]) es una antigua práctica protocientífica y una disciplina filosófica que combina elementos de la química, la metalurgia, la física, la medicina, la astrología, la semiótica, el misticismo, el espiritualismo y el arte.[cita requerida] La alquimia se practicó en Mesopotamia, el Antiguo Egipto, Persia, la India y China, en la Antigua Grecia y el Imperio romano, en el Imperio islámico y después en Europa hasta el siglo XVIII, en una compleja red de escuelas y sistemas filosóficos que abarca al menos 2500 años. Tenía como objetivos la comprensión de la constitución y el funcionamiento del cosmos, y, visto desde un marco filosófico, la aplicación de principios naturales primordiales que condujeran a la materia imperfecta hacia la perfección.
La alquimia occidental ha estado siempre relacionada estrechamente con el hermetismo, un sistema filosófico y espiritual que tiene sus raíces en Hermes Trismegisto, una deidad sincrética grecoegipcia y legendario alquimista. Estas dos disciplinas influyeron en el nacimiento del rosacrucismo, un importante movimiento esotérico del siglo XVII. En los comienzos de la época moderna, la alquimia dominante evolucionó a la actual química.
Actualmente es de interés para los historiadores de la ciencia y la filosofía, así como por sus aspectos místicos, esotéricos y artísticos. La alquimia fue una de las principales precursoras de las ciencias modernas, y muchas de las sustancias, herramientas y procesos de la antigua alquimia han servido como pilares fundamentales de las modernas industrias químicas y metalúrgicas.
Aunque la alquimia adopta muchas formas, en la cultura popular es citada con mayor frecuencia en historias, películas, espectáculos y juegos como el proceso usado para transformar plomo (u otros elementos) en oro. Otra forma que adopta la alquimia es la de la búsqueda de la piedra filosofal, con la que pretendía conseguir tanto la vida eterna como la transmutación de cualquier metal en oro.
En el plano espiritual de la alquimia, los alquimistas debían transmutar su propia alma antes de transmutar los metales. Esto quiere decir que debían purificarse, prepararse mediante la oración y el ayuno.

## Visión general

### La alquimia como investigación de la naturaleza

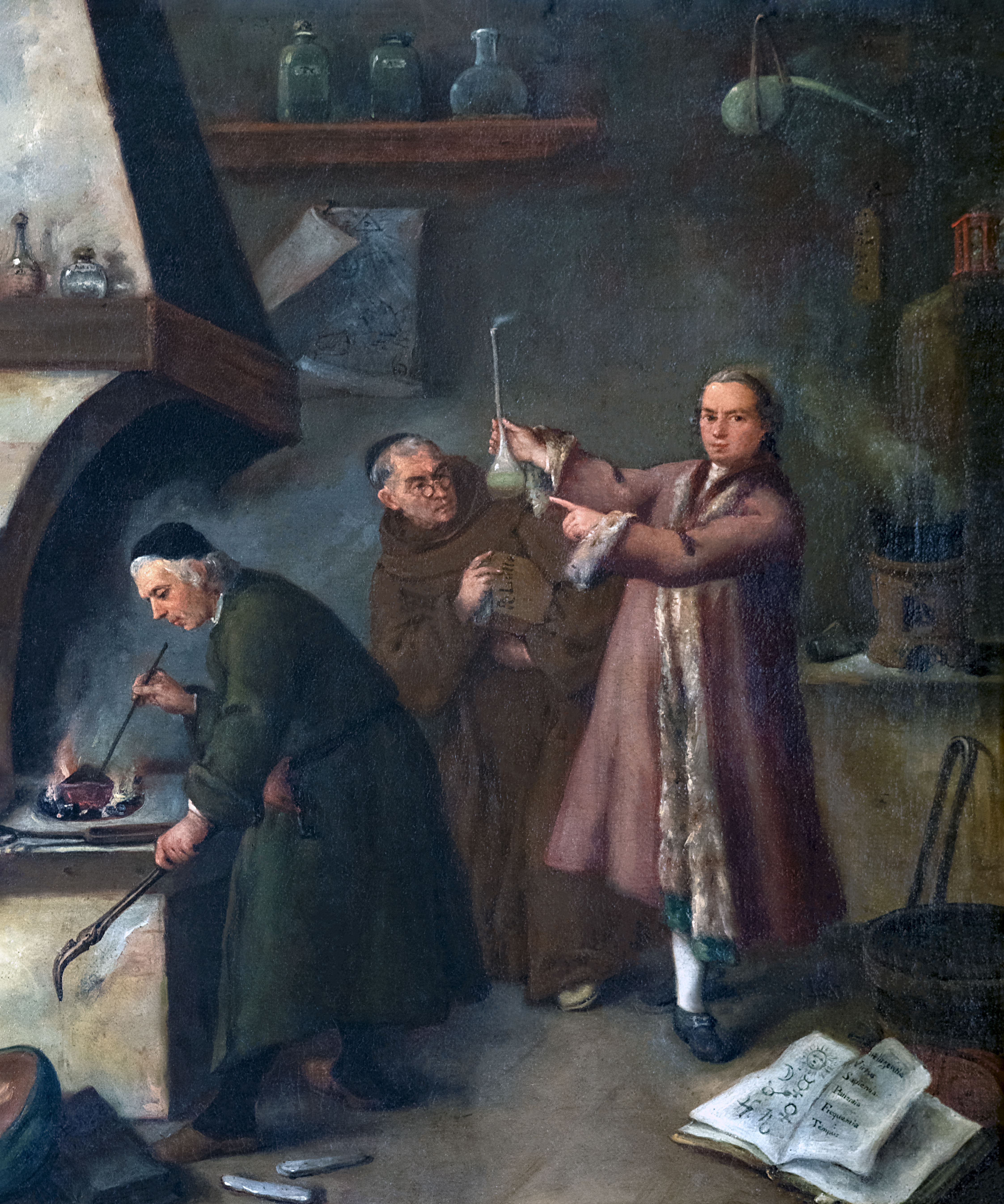
El alquimista, de Pietro Longhi.

La percepción popular y de los últimos siglos sobre los alquimistas es que eran charlatanes que intentaban convertir plomo en oro y que pasaban la mayor parte de su tiempo elaborando remedios milagrosos, venenos y pociones mágicas.
Fundamentaban su ciencia en que el universo estaba compuesto de cuatro elementos clásicos a los que llamaban por el nombre vulgar de las sustancias que los representan, a saber: tierra, aire, fuego y agua, y con ellos pretendían preparar un quinto elemento que contendría la potencia de los cuatro en su máxima exaltación y equilibrio.
La mayoría eran investigadores cultos, inteligentes y bien intencionados, e incluso distinguidos científicos, como Isaac Newton y Robert Boyle. Estos innovadores intentaron explorar e investigar la naturaleza misma. La base es un conocimiento del régimen del fuego y de las sustancias elementales del que, tras profundas meditaciones, se pasa a la práctica, comenzando por construir un atanor u horno alquímico. A menudo, las carencias debían suplirse con la experimentación, las tradiciones y muchas especulaciones para profundizar en su arte.
Para los alquimistas, toda sustancia se componía de tres partes: mercurio, azufre y sal, siendo estos los nombres vulgares que comúnmente se usaban para designar al espíritu, alma y cuerpo; estas tres partes eran llamadas principios. Por manipulación de las sustancias y a través de diferentes operaciones, separaban cada una de las tres partes que luego debían ser purificadas individualmente, cada una de acuerdo al régimen de fuego que le es propicia: la sal con fuego de fusión y el mercurio y el azufre con destilaciones recurrentes y suaves. Tras ser purificadas las tres partes en una labor que solía conllevar mucho tiempo, y durante el cual debían vigilarse los aspectos planetarios, las tres partes debían unirse para formar otra vez la sustancia inicial. Una vez hecho todo esto, la sustancia adquiría ciertos poderes.
A lo largo de la historia de esta disciplina, los aprendices de alquimista se esforzaron en entender la naturaleza de estos principios y encontraron algún orden y sentido en los resultados de sus experimentos alquímicos, si bien eran socavados a menudo por reactivos impuros o mal caracterizados, falta de medidas cuantitativas y nomenclatura hermética. Esto motivaba que, tras años de intensos esfuerzos, muchos acabaran arruinados y maldiciendo la alquimia. Los aprendices, por lo general, debían empezar por trabajar en el reino vegetal hasta dominar el régimen del fuego, las diversas operaciones y el régimen del tiempo.
Para diferenciar las sustancias vulgares de aquellas fabricadas por su arte, los alquimistas las designaban por el mismo nombre de acuerdo a alguna de sus propiedades, si bien procedían a añadirle el apelativo de «filosófico» o «nuestro». Así, se hablaba de «nuestra agua» para diferenciarla del agua corriente. No obstante, a lo largo de los textos alquímicos se asume que el aprendiz ya sabe diferenciar una de otra y, en ocasiones, no se usa explícitamente, ya que de acuerdo al arte hermético «no se debe dar perlas a los cerdos», razón por la que muchos fracasaban al seguir al pie de la letra las diferentes recetas. La «iluminación» solo se alcanzaba tras arduos años de riguroso estudio y experimentación. Una vez que el aprendiz lograba controlar el fuego, el tiempo de los procesos y los procesos mismos en el reino vegetal, estaba listo para acceder a los arcanos mayores, esto es, los mismos trabajos en el reino animal y mineral. Sostenían que la potencia de los remedios era proporcional a cada naturaleza.
Los trabajos de los alquimistas se basaban en las naturalezas, por lo que a cada reino le correspondía una meta: al reino mineral la transmutación de metales vulgares en oro o plata, al reino animal la creación de una «panacea», un remedio que curaría supuestamente todas las enfermedades y prolongaría la vida indefinidamente. Todas ellas eran el resultado de las mismas operaciones. Lo que cambiaba era la materia prima, la duración de los procesos y la vigilancia y fuerza del fuego. Una meta intermedia era crear lo que se conocía como menstruo y lo que ofrecía era una multiplicación de sí mismo por inmersión de otras substancias semejantes en fusión/disolución (según su naturaleza) con estas. De modo que se conseguía tanto la generación como la regeneración de las substancias elementales. Estos no son los únicos usos de esta ciencia, aunque sí son los más conocidos y mejor documentados. Desde la Edad Media, los alquimistas europeos invirtieron mucho esfuerzo y dinero en la búsqueda de la piedra filosofal.

### La alquimia como disciplina espiritual y filosófica

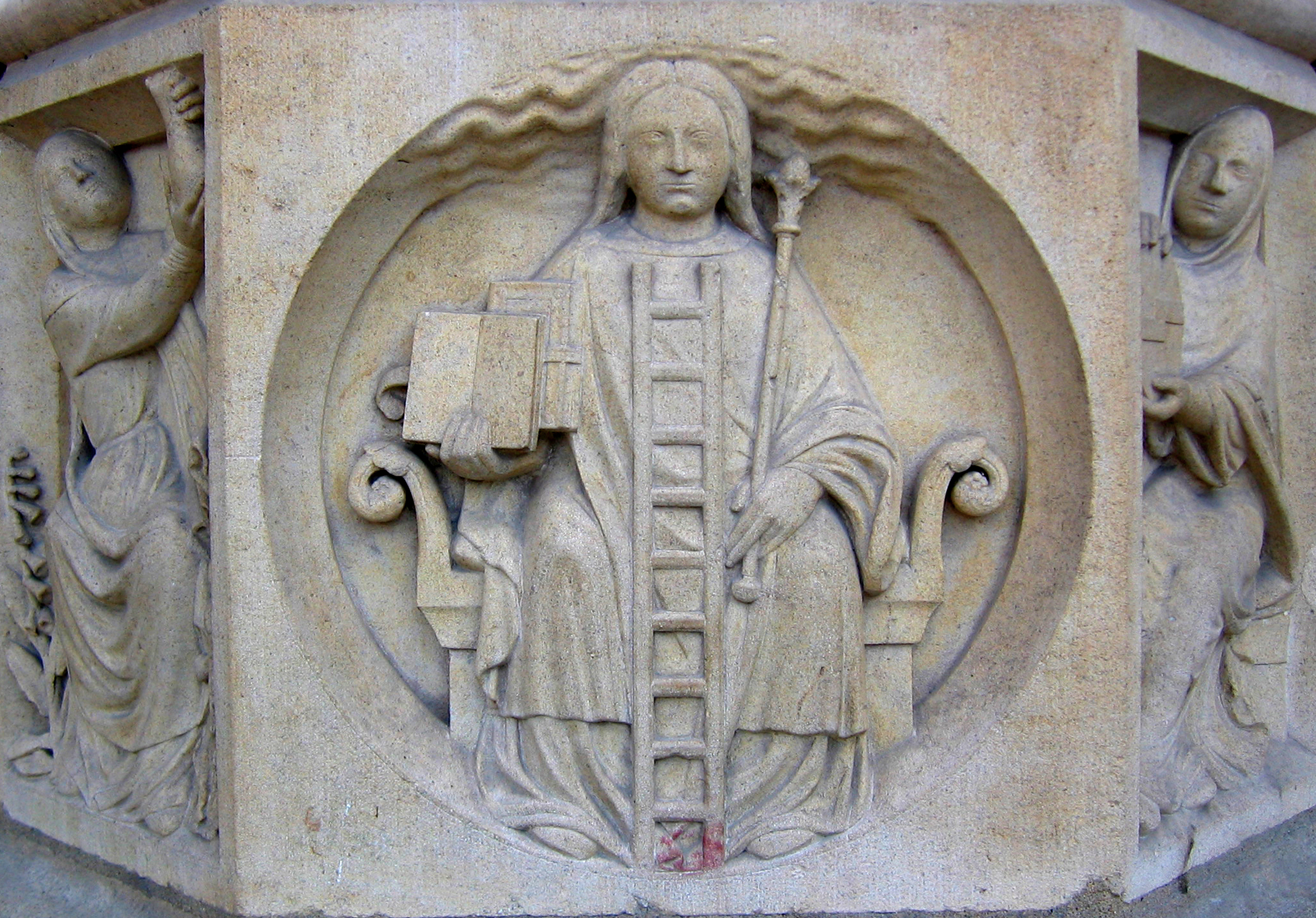
Alegoría de la alquimia, ubicada en el pilar de la entrada central de la catedral de Notre Dame de París.

Los alquimistas sostenían que la piedra filosofal amplificaba místicamente el conocimiento de alquimia de quien la usaba tanto como fuera posible. Muchos aprendices y falsos alquimistas, tenidos por auténticos alquimistas, gozaron de prestigio y apoyo durante siglos, aunque no por su búsqueda de estas metas ni por la especulación mística y filosófica que se desprendía de su literatura, sino por sus contribuciones mundanas a las industrias artesanales de la época: la obtención de pólvora, el análisis y refinamiento de minerales, la metalurgia, la producción de tinta, tintes, pinturas y cosméticos, el curtido del cuero, la fabricación de cerámica y cristal, la preparación de extractos y licores, etc. La preparación del aqua vitae, el «agua de vida», era un experimento bastante popular entre los alquimistas europeos.
Los alquimistas nunca tuvieron voluntad para separar los aspectos físicos de las interpretaciones metafísicas de su arte. La falta de vocabulario común para procesos y conceptos químicos, así como la necesidad de secretismo, llevaba a los alquimistas a tomar prestados términos y símbolos de la mitología bíblica y pagana, la astrología, la cábala y otros campos místicos y esotéricos, de forma que incluso la receta química más simple terminaba pareciendo un obtuso conjuro mágico. Más aún, los alquimistas buscaron en esos campos los marcos de referencia teóricos dentro de los cuales podrían encajar su creciente colección de hechos experimentales inconexos.
A partir de la Edad Media, algunos alquimistas empezaron a ver cada vez más estos aspectos metafísicos como los auténticos cimientos de la alquimia y a las sustancias químicas, estados físicos y procesos materiales como meras metáforas de entidades, estados y transformaciones espirituales. De esta forma, tanto la transmutación de metales corrientes en oro como la panacea universal simbolizaban la evolución desde un estado imperfecto, enfermo, corruptible y efímero hacia un estado perfecto, sano, incorruptible y eterno; y la piedra filosofal representaba entonces alguna clave mística que haría posible esta evolución. Aplicadas al propio alquimista, esta meta gemela simbolizaba su evolución desde la ignorancia hasta la iluminación y la piedra representaba alguna verdad o poder espiritual oculto que llevaría hasta esa meta. En los textos escritos según este punto de vista, los crípticos símbolos alquímicos, diagramas e imaginería textual de las obras alquímicas tardías contienen típicamente múltiples capas de significados, alegorías y referencias a otras obras igualmente crípticas; y deben ser laboriosamente «descodificadas» para poder descubrir su auténtico significado.

### Alquimia y astrología
La alquimia en Occidente y otros lugares donde fue ampliamente practicada estaba (y en muchos casos aún está) íntimamente relacionada y entrelazada con la astrología tradicional al estilo griego-babilónico. En muchos sentidos fueron desarrolladas para complementarse una a la otra en la búsqueda del conocimiento oculto. Tradicionalmente, cada uno de los siete cuerpos celestes del sistema solar que conocían los antiguos estaba asociado, ejercía el dominio sobre, y gobernaba un determinado metal. En el hermetismo está relacionada tanto con la astrología como con la teúrgia.

### La alquimia en la época científica

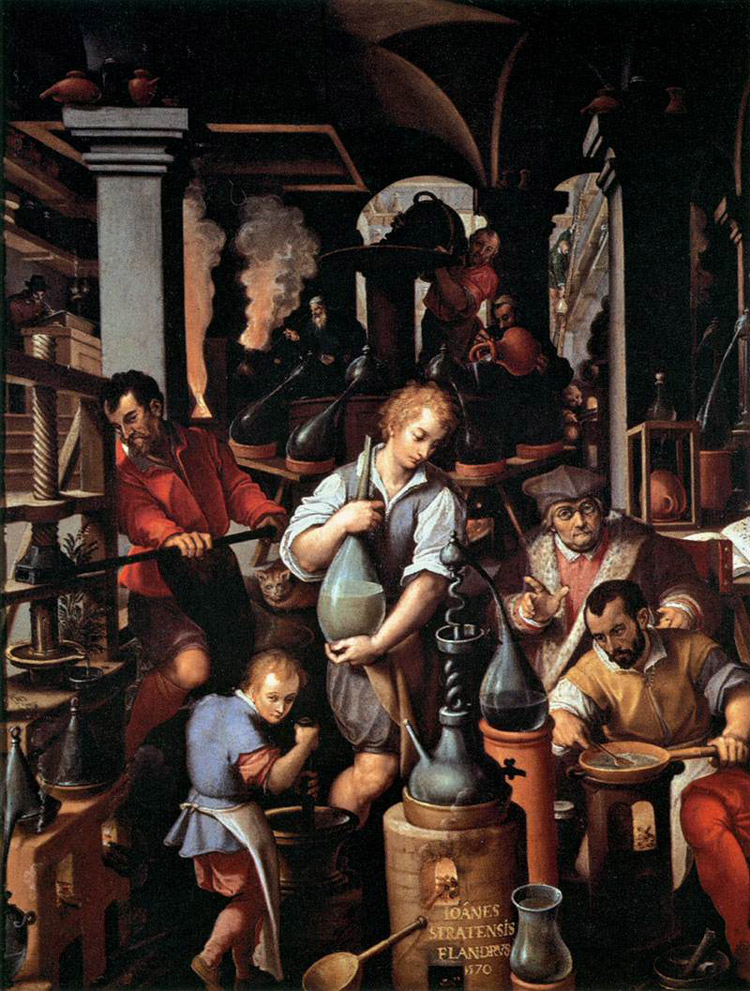
El laboratorio del alquimista, obra de 1571 de Stradanus, Studiolo de Francisco I en el Palazzo Vecchio de Florencia.

De la alquimia occidental surge la ciencia moderna. Los alquimistas utilizaron muchas de las herramientas que se usan hoy. Estas herramientas eran fabricadas a menudo por ellos mismos y podían estar en buen estado, especialmente durante la Alta Edad Media. Muchos intentos de transmutación fallaban cuando los aprendices de alquimia elaboraban sin conocer compuestos inestables, lo que se veía empeorado por las precarias condiciones de seguridad.
Hasta el siglo XVII, la alquimia fue considerada en realidad una ciencia seria en Europa: por ejemplo, Isaac Newton dedicó mucho más tiempo y escritos al estudio de la alquimia que a la óptica o la física, por lo que es célebre.[cita requerida] Otros eminentes alquimistas del mundo occidental son Roger Bacon, Santo Tomás de Aquino, Tycho Brahe, Thomas Browne, Ramon Llull y Parmigianino. El nacimiento de la química moderna surgió con los aprendices de alquimia desencantados de su nulo progreso alquímico y con los críticos resentidos de la alquimia;[cita requerida] tanto unos como otros lograron progresos en varios campos de la naturaleza en el siglo XVIII, con el que proporcionaron un marco más preciso y fiable para las elaboraciones industriales y la medicina, libres del hermetismo propio de la alquimia (pues la alquimia nunca se prodigó como ciencia de multitudes), y entrando en un nuevo diseño general de conocimiento basado en el racionalismo. A partir de entonces, todo personaje que entroncaba con la alquimia o que «oscurecía» sus textos fue despreciado por la naciente corriente científica moderna.
Tal es el caso, por ejemplo, del barón Carl Reichenbach, un conocido químico de la primera mitad del siglo XIX, que trabajó sobre conceptos parecidos a la antigua alquimia, tales como la fuerza ódica, pero su trabajo no entró en la corriente dominante de la discusión científica.
La transmutación de la materia disfrutó de un momento álgido en el siglo XX, cuando los físicos lograron transformar átomos de plomo en átomos de oro mediante reacciones nucleares. Sin embargo, los nuevos átomos de oro, al ser isótopos muy inestables, resistían menos de cinco segundos antes de desintegrarse. Más recientemente, informes de transmutación de elementos pesados —mediante electrólisis o cavitación sónica— fueron el origen de la controversia sobre la fusión fría en 1989. Ninguno de estos hallazgos ha podido ser aún reproducido con fiabilidad.
El simbolismo alquímico ha sido usado ocasionalmente en el siglo XX por psicólogos y filósofos. Carl Jung revisó el simbolismo y teoría alquímicos y empezó a concebir el significado profundo del trabajo alquimista como una senda espiritual. La filosofía, los símbolos y los métodos alquímicos han gozado de un cierto renacimiento en contextos postmodernos tales como el movimiento Nueva era.

### La alquimia como objeto de investigación histórica
La historia de la alquimia se ha convertido en un vigoroso campo académico. A medida que el oscuro lenguaje hermético de los alquimistas va siendo gradualmente «descifrado», los historiadores van haciéndose más conscientes de las conexiones intelectuales entre esa disciplina y otras facetas de la historia cultural occidental, tales como la sociología y la psicología de comunidades intelectuales, el cabalismo, el espiritualismo, el rosacrucismo y otros movimientos místicos, la criptografía, la brujería, y la evolución de la ciencia y la filosofía.

## Etimología

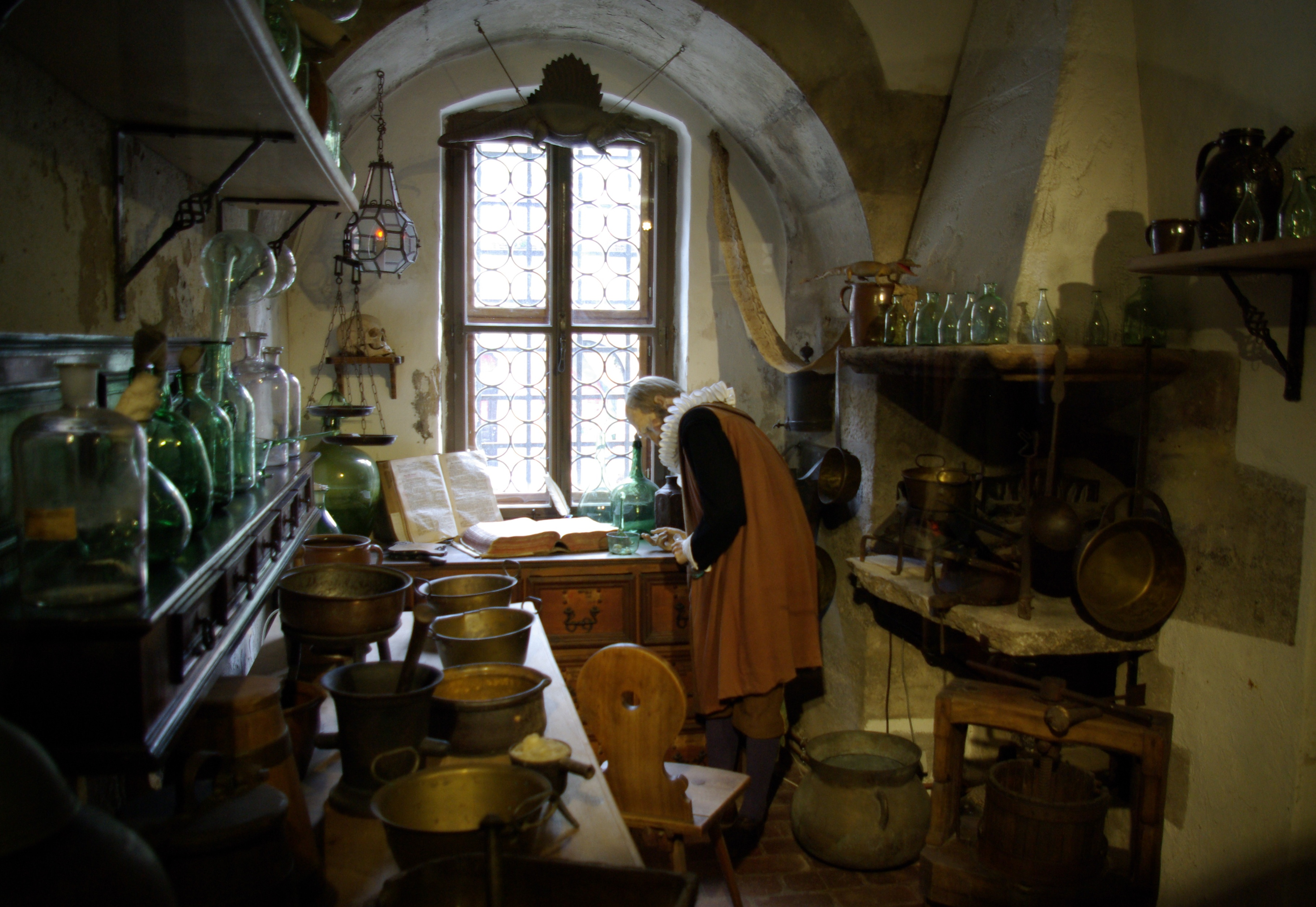
Réplica del filósofo, médico y químico Andreas Libavius en la bóveda histórica del ayuntamiento de Rothenburg ob der Tauber.

La palabra alquimia procede del árabe al-khīmiyaˀ (الخيمياء), que podría estar formada por el artículo al- y la palabra griega khumeia (χυμεία), que significa «echar juntos», «verter juntos», «soldar», «alear», etc. (de khumatos, «lo que se vierte», «lingote», o del persa kimia, «oro»). Un decreto de Diocleciano, escrito en griego hacia el año 300, ordenaba quemar «los antiguos escritos de los egipcios, que trataban sobre el arte de fabricar oro y plata» la khēmia transmutación. La palabra árabe kīmiyaˀ, sin el artículo, ha dado lugar a «química» en castellano y otras lenguas, y al-kīmiyaˀ significa, en árabe moderno, «la química».
Se ha sugerido que la palabra árabe al-kīmiyaˀ significaba en realidad, originariamente, «la ciencia egipcia», tomando prestada del copto la palabra kēme, «Egipto», así que alquimia era el «arte de Keme» (o su equivalente en el dialecto medieval bohaírico del copto, khēme). La palabra copta deriva del demótico kmỉ, y este a su vez del egipcio antiguo kmt. Esta última palabra designaba tanto al país como al color ‘negro’ (Egipto era la ‘tierra negra’, en contraste con la «tierra roja», el desierto circundante), por lo que esta etimología podría explicar también el apodo de «magia negra egipcia». Sin embargo, esta teoría puede ser solo un ejemplo de etimología popular.
En la Edad Media se solía usar la expresión ars chimica para aludir a la alquimia.
A veces, se considera a la palabra crisopeya sinónimo de alquimia, pero esta es mucho más que la mera búsqueda del método para fabricar oro. La palabra crisopeya viene del griego χρυσoσ, «oro», y πoιεω, «hacer». El prefijo criso entra en la formación de palabras en que interviene el oro, como crisoterapia (tratamiento de ciertas enfermedades por medio de sales de oro).

## La alquimia en la historia
La alquimia comprende varias tradiciones filosóficas abarcando cerca de cuatro milenios y tres continentes. La general predilección de estas tradiciones por el lenguaje críptico y simbólico hace que resulte difícil trazar sus mutuas influencias y relaciones «genéticas».
Pueden distinguirse al menos dos tendencias principales, que parecen ser ampliamente independientes, al menos en sus primeras etapas: la alquimia china, centrada en China y su zona de influencia cultural, y la alquimia occidental, cuyo centro se desplazó a lo largo del tiempo entre Egipto, Grecia y Roma, el mundo islámico, y finalmente de nuevo Europa. La alquimia china estaba íntimamente relacionada con el taoísmo, mientras que la alquimia occidental desarrolló su propio sistema filosófico, con relaciones solo superficiales con las principales religiones occidentales. Aún está abierta la cuestión de si estas dos ramas comparten un origen común o hasta qué extremo se influyeron una a la otra.

### La alquimia en el Antiguo Egipto

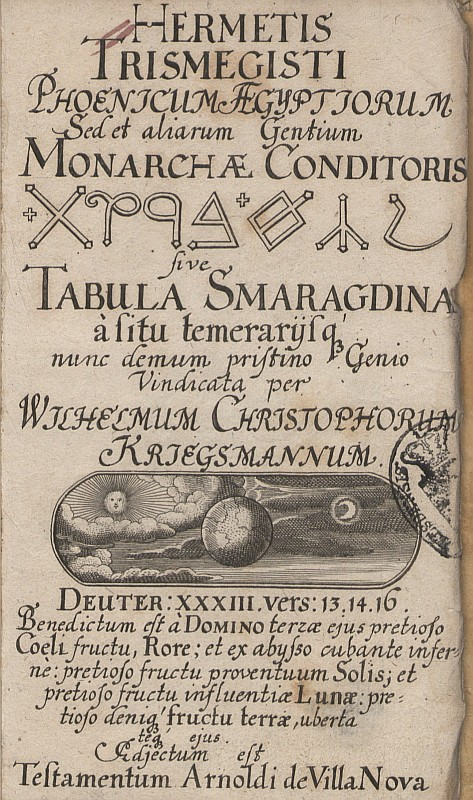
Tabla de Esmeralda.

El origen de la alquimia occidental puede situarse en el Antiguo Egipto, a partir de la confluencia de la ciencia sacerdotal con la filosofía helenística en la época ptolemaica. No obstante, a pesar de que el corpus simbólico clásico pertenezca a esta última etapa, la cosmogonía y la idea de naturaleza del Egipto antiguo están en el origen de muchas ideas alquímicas, ya que la metalurgia y el misticismo estaban inexorablemente unidas en el mundo antiguo. La alquimia, la medicina e incluso la magia eran aspectos de la religión en el Antiguo Egipto y, por tanto, del dominio de la clase sacerdotal. Según la tradición egipcia, el faraón Keops fue el más antiguo alquimista y el autor del primer tratado de alquimia.
La alquimia egipcia es conocida principalmente a través de los escritos de antiguos filósofos griegos (helénicos), que a su vez han perdurado a menudo solo en traducciones islámicas. Prácticamente no se ha conservado ningún documento egipcio original sobre la alquimia. Estos escritos, si existieron, probablemente se perdieron cuando el emperador Diocleciano ordenó la quema de libros alquímicos tras sofocar una revuelta en Alejandría (292), que había sido un centro de alquimia egipcia.[cita requerida]
No obstante, recientes expediciones arqueológicas han desenterrado evidencias de análisis químico durante los periodos Naqada. Por ejemplo, una herramienta de cobre fechada en esta época tiene rastros de haber sido usada de esta forma. Además, el proceso de curtir pieles animales ya se conocía en el Egipto predinástico en tiempos tan antiguos como el VI milenio a. C.
Otras evidencias indican claramente que los primitivos alquimistas del Antiguo Egipto habían ideado pastas de yeso ya en el 4000 a. C., morteros cimentantes hacia el 2500 a. C. y el vidrio en el 1500 a. C. La reacción química implicada en la producción del óxido de calcio es una de la más antiguas conocidas: CaCO3 + calor ⇒ CaO + CO2 En el Antiguo Egipto se produjeron cosméticos, fayenza y también pez para la construcción naval. El papiro también había sido inventado hacia el 3000 a. C.[cita requerida]
La leyenda cuenta que el fundador de la alquimia egipcia fue el dios Tot, llamado Hermes-Tot o Hermes Trismegisto («Tres veces grande») por los griegos. Según la leyenda, escribió los llamados cuarenta y dos Libros del Saber, abarcando todos los campos del conocimiento, alquimia incluida. El símbolo de Hermes era el caduceo o vara con serpientes, que llegó a ser uno de los muchos símbolos principales de la alquimia. La Tabla de Esmeralda o Hermética de Hermes Trismegisto, conocida solo por traducciones griegas y árabes, es normalmente considerada[cita requerida] la base de la filosofía y práctica alquímicas occidentales, llamada filosofía hermética por sus primeros seguidores.
En el segundo precepto de la Tabla de Esmeralda cuenta el propósito de la ciencia hermética: «en verdad ciertamente y sin duda, todo lo que está abajo es como lo que está arriba, y todo lo que está arriba es como lo que está abajo, para realizar los milagros de una cosa» . Esta es la creencia macrocosmos-microcosmos principal para la filosofía hermética. En otras palabras, el cuerpo humano (el microcosmos) se ve afectado por el mundo exterior (el macrocosmos), que incluye los cielos a través de la astrología y la tierra a través de los elementos, aunque cuando uno logra el dominio sobre el mundo interior, comienza a ser capaz de controlar el mundo exterior de formas poco convencionales.
Se ha especulado[cita requerida] con que un acertijo de la Tabla de Esmeralda («fue llevado en el vientre por el viento») alude a la destilación de oxígeno a partir de salitre, un proceso que era desconocido en Europa hasta su (re) descubrimiento por Sendivogius en el siglo XVII.
En el siglo IV a. C., los macedonios grecoparlantes conquistaron Egipto y fundaron la ciudad de Alejandría en 332. Esto los puso en contacto con las ideas egipcias (véase «La alquimia en el mundo griego» más adelante).[cita requerida]

### La alquimia china

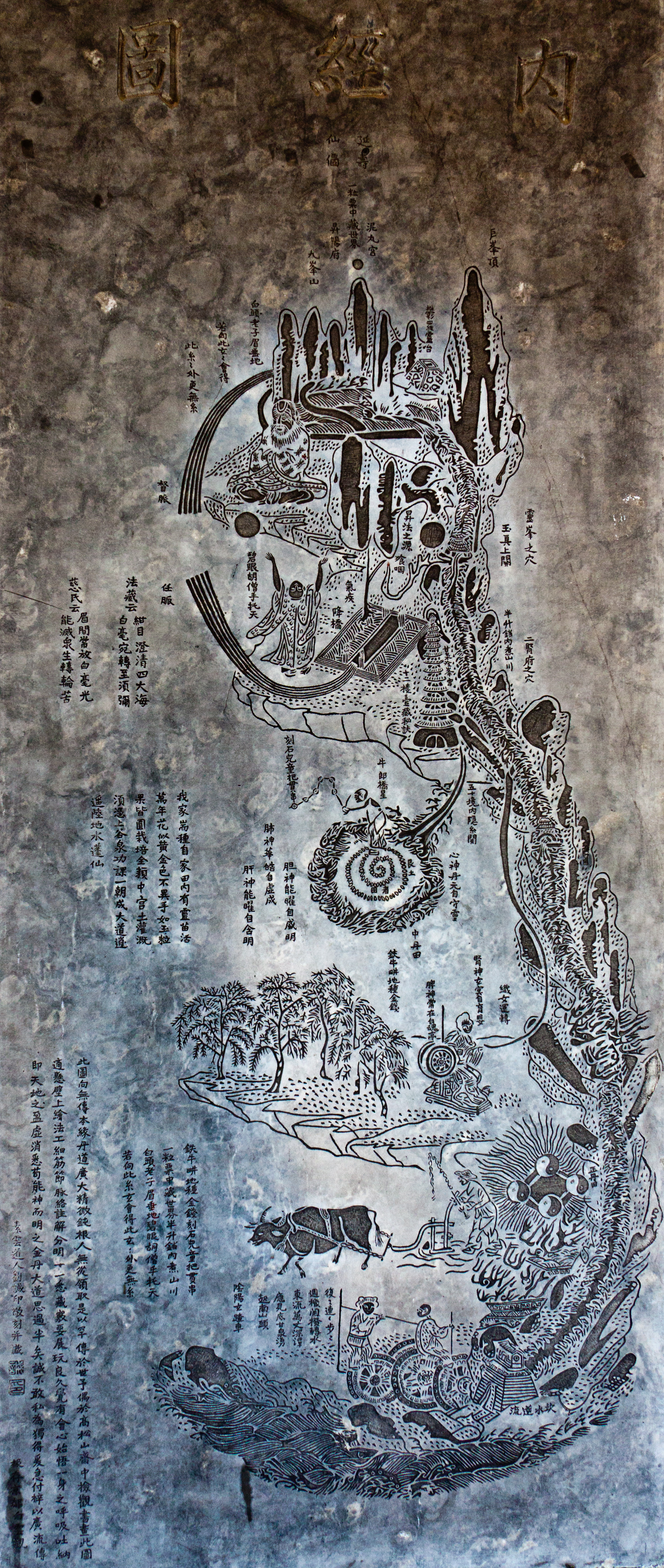
Ilustración del Neijing Tu, diagrama taoísta del «paisaje interior» del cuerpo humano mostrando el Neidan o la «alquimia interna», el Wu Xing, el Yin y yang y la mitología china.

La alquimia china está relacionada con el taoísmo, consecuentemente, sus practicantes utilizan conceptos tales como: los cinco elementos; el Tao, la relación entre el Yin y el Yang; el Qì; el I Ching; la astrología china; los principios del Feng Shui, la Medicina Tradicional China, etc. Mientras la alquimia occidental terminó centrándose en la transmutación de metales corrientes en otros nobles, la alquimia china tuvo una conexión más obvia con la medicina. La piedra filosofal de los alquimistas europeos puede ser comparada con el gran elixir de la inmortalidad perseguido por los alquimistas chinos. Sin embargo, en la visión hermética, estas dos metas no estaban desconectadas y la piedra filosofal era con frecuencia equiparada a la panacea universal. Por tanto, las dos tradiciones pueden haber tenido más en común de lo que inicialmente parece.
La pólvora puede haber sido una importante invención de los alquimistas chinos. Descrita en textos del siglo IX y usada en fuegos artificiales en el siglo X, fue empleada en cañones sobre 1290. Desde China, el uso de la pólvora se extendió a Japón, los mongoles, el mundo árabe y Europa. La pólvora fue usada por los mongoles contra los húngaros en 1241 y en Europa a partir del siglo XIV.
La alquimia china estaba estrechamente relacionada con las formas taoístas de la medicina tradicional china, tales como la acupuntura y la moxibustión, y con artes marciales como el Tai Chi Chuan y el Kung Fu (aunque algunas escuelas de Tai Chi creen que su arte deriva de las ramas filosófica o higiénica del taoísmo, no de la alquímica). De hecho, al principio de la dinastía Song, los seguidores de esta idea taoísta (principalmente la élite y la clase alta) ingerían cinabrio, que, aunque tolerable en bajas dosis, llevó a muchos a la muerte por su elevado contenido en mercurio (85 %), que inducía el envenenamiento. Creyendo que estas muertes llevarían a la libertad y el acceso a los cielos taoístas, las consiguientes muertes animaron a la gente a evitar esta forma de alquimia en favor de fuentes externas (el antes mencionado Tai Chi Chuan, el dominio del Qi, etc.).

### La alquimia india
Poco se conoce en Occidente sobre el carácter y la historia de la alquimia india. Un alquimista persa del siglo XI llamado al-Biruni informó que «tienen una ciencia parecida a la alquimia que es bastante característica de ellos, a la que llaman Rasayāna, en persa Rasavātam. Significa el arte de obtener y manipular Rasa, néctar, mercurio, zumo. Este arte está restringido a ciertas operaciones, metales, drogas, compuestos y medicinas, la mayoría de los cuales tienen mercurio como ingrediente principal. Sus principios devuelven la salud a aquellos enfermos que estaban desahuciados y la juventud a los marchitos ancianos». Sin embargo, sí es seguro que la alquimia india, como toda su ciencia, se centra en lograr el mokṣa: la perfección, la inmortalidad, la liberación. Así, concentra sus esfuerzos en hacer inmortal el cuerpo humano. Son muchas las historias tradicionales de alquimistas aún vivos desde tiempo inmemorial gracias a los efectos de sus experimentos.
Los textos de medicina aiurvédica tienen aspectos relacionados con la alquimia, como tener curas para todas las enfermedades conocidas y métodos para tratar a los enfermos mediante la unción de aceites. El mejor ejemplo de texto basado en esta ciencia es el Vaisheshika de Kanada (entre el 200 a. C. y el 200 d. C.), quien describe una teoría atómica parecida a la del griego Demócrito.
Dado que la alquimia terminaría integrada en el vasto campo de la erudición india, las influencias de otras doctrinas metafísicas como el samkhya, el yoga, el vaisheshika y el ayurveda fueron inevitables. Sin embargo, la mayoría de los textos Rasayāna tienen sus raíces en las escuelas tántricas Kaula relacionadas con las enseñanzas de la personalidad de Matsyendranath.
El Rasayāna era entendido por muy poca gente en aquella época. Dos famosos ejemplos eran Nagarjunacharya y Nityanadhiya. El primero era un monje budista que, en tiempos antiguos, dirigía la gran universidad de Nagarjuna Sagar. Su conocido libro, Rasaratanakaram, es un famoso ejemplo de la antigua medicina india.
En la terminología médica tradicional india rasa se traduce como «mercurio», y se decía que Nagarjunacharya había desarrollado un método para convertirlo en oro. La mayoría de sus obras originales se han perdido, pero sus enseñanzas tienen aún una fuerte influencia en la medicina tradicional india (Āyurveda).

### La alquimia en el mundo griego
La ciudad griega de Alejandría en Egipto era un centro de saber alquímico que retuvo su preeminencia durante la mayor parte de las eras griega y romana. Los griegos se apropiaron de las creencias herméticas egipcias y las unieron con las filosofías pitagórica, jonista y gnóstica. La filosofía pitagórica es, esencialmente, la creencia en que los números gobiernan el universo, surgida de las observaciones del sonido, las estrellas y formas geométricas como los triángulos o cualquiera de la que pueda derivarse una razón. El pensamiento jonista se basaba en la creencia en que el universo podía ser explicado mediante la concentración en los fenómenos naturales; se cree que esta filosofía fue iniciada por Tales de Mileto y su pupilo Anaximandro y posteriormente desarrollada por Platón y Aristóteles, cuyas obras llegaron a ser una parte integral de la alquimia. Según esta creencia, el universo puede ser descrito por unas pocas leyes unificadas que pueden determinarse solo mediante cuidadosas, minuciosas y arduas exploraciones filosóficas. El tercer componente introducido a la filosofía hermética por los griegos fue el gnosticismo, una creencia, extendida en el Imperio romano cristiano, en que el mundo es imperfecto porque fue creado de manera imperfecta y que el aprendizaje sobre la naturaleza de la sustancia espiritual llevaría a la salvación. Incluso creían que Dios no «creó» el universo en el sentido clásico, sino que el universo fue creado «de» él pero se corrompió en el proceso (en lugar de corromperse por las transgresiones de Adán y Eva, es decir, por el pecado original). Según las creencias gnósticas, al adorar el cosmos, la naturaleza o las criaturas del mundo, uno adora al Dios Verdadero. Muchas sectas gnósticas sostenían incluso que la deidad bíblica sería mala y debía ser vista como una emanación caída del Elevado Dios a quien buscaban adorar y unirse. Sin embargo, el aspecto del dios abrahámico como ser malvado no jugó en realidad papel alguno en la alquimia, pero el aspecto del ascenso al Elevado Dios probablemente tuvo mucha influencia. Las teorías platónicas y neoplatónicas sobre los universales y la omnipotencia de Dios también fueron absorbidas (sus principales creencias ven el aspecto físico del mundo como imperfecto y creen en Dios como una mente cósmica trascendente).

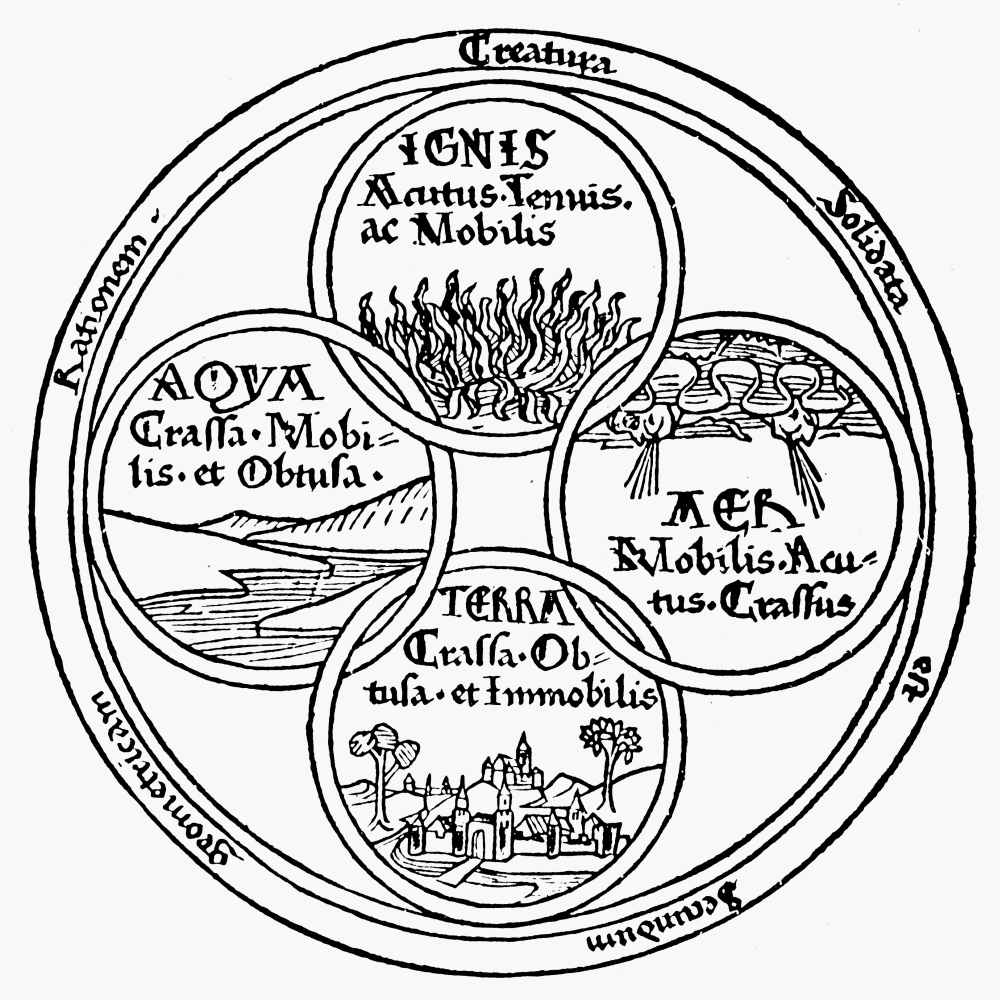
Representación de los cuatro elementos de Empédocles en una edición de De rerum natura por Tommaso Ferrando (1472).

Un concepto muy importante introducido en esta época, concebido por Empédocles y desarrollado por Aristóteles, fue que todas las cosas del universo estaban formadas por solo cuatro elementos: tierra, aire, agua y fuego. Según Aristóteles, cada elemento tenía una esfera a la que pertenecía y a la que regresaría si se le dejaba intacto.
Los cuatro elementos de los griegos eran aspectos mayoritariamente cualitativos de la materia y no cuantitativos como lo son nuestros elementos modernos. «... La auténtica alquimia nunca trató la tierra, el aire, el agua y el fuego como sustancias corpóreas o químicas en el sentido actual de la palabra. Los cuatro elementos era simplemente las cualidades primarias y más generales por medio de las cuales la sustancia amorfa y puramente cuantitativa de todos los cuerpos se presentaba primero en una forma diferenciada». Alquimistas posteriores desarrollaron extensivamente los aspectos místicos de este concepto.
Aristóteles creía que la combinación de cada elemento explica la variedad de cosas en el mundo. Se consideraba que las substancias pesadas tales como los metales estaban principalmente formadas por el elemento tierra, con una cantidad reducida de materia de los otros elementos. Creía que cuando los rayos del sol caían sobre el agua, producían una exhalación de vapor que era húmeda y fría. Esta exhalación se encerraba en tierra seca, se comprimía y finalmente se convierte en metal. Según Aristóteles, todos los metales que son fusibles o maleables, como hierro, cobre u oro, se formaron de esta manera. La formación de minerales, por otro lado, ocurrió cuando los rayos del sol cayeron en tierra seca. Produjeron una exhalación de humo que estaba caliente y seca, y la acción del calor produjo los minerales. En esta categoría, Aristóteles incluía sustancias que no se pueden derretir, así como sustancias como el azufre.

### La alquimia en el Imperio romano
Los romanos adoptaron la alquimia y la metafísica griegas, al igual que adoptaron gran parte de su conocimiento y filosofía. Al final del Imperio romano la filosofía alquímica se había unido a las filosofías de los egipcios creando el culto del hermetismo.
Sin embargo, el desarrollo del cristianismo en el Imperio trajo una línea opuesta de pensamiento, proveniente de Agustín de Hipona (354-430), un filósofo cristiano temprano que escribió sobre sus creencias poco antes de la caída del Imperio romano. En esencia, Agustín sentía que la razón y la fe podían ser usadas para entender a Dios, pero que la filosofía experimental era nociva: «Hay también presente en el alma, por los medios de estos mismos sentidos corporales, una especie de vacío anhelo y curiosidad que pretende no conseguir el placer de la carne sino adquirir experiencia a través de esta, y esta vacía curiosidad se dignifica con los nombres de conocimiento y ciencia».
Las ideas agustinianas eran decididamente antiexperimentales, si bien las técnicas experimentales aristotélicas no fueron rechazadas cuando estuvieron disponibles en Occidente. Aun así, el pensamiento agustiniano tuvo fuerte arraigo en la sociedad medieval y se usó para mostrar la alquimia como contraria a Dios.
Buena parte del saber alquímico romano, como el de los griegos y los egipcios, se ha perdido. En Alejandría, el centro de los estudios alquímicos en el Imperio romano, el arte era principalmente oral y en interés del secreto poco se confiaba al papel. (De ahí el uso de «hermético» para indicar «reservado») Es posible que alguna obra fuese escrita en Alejandría y que subsecuentemente se perdiese o quemase en los turbulentos periodos siguientes.

### La alquimia en el mundo islámico

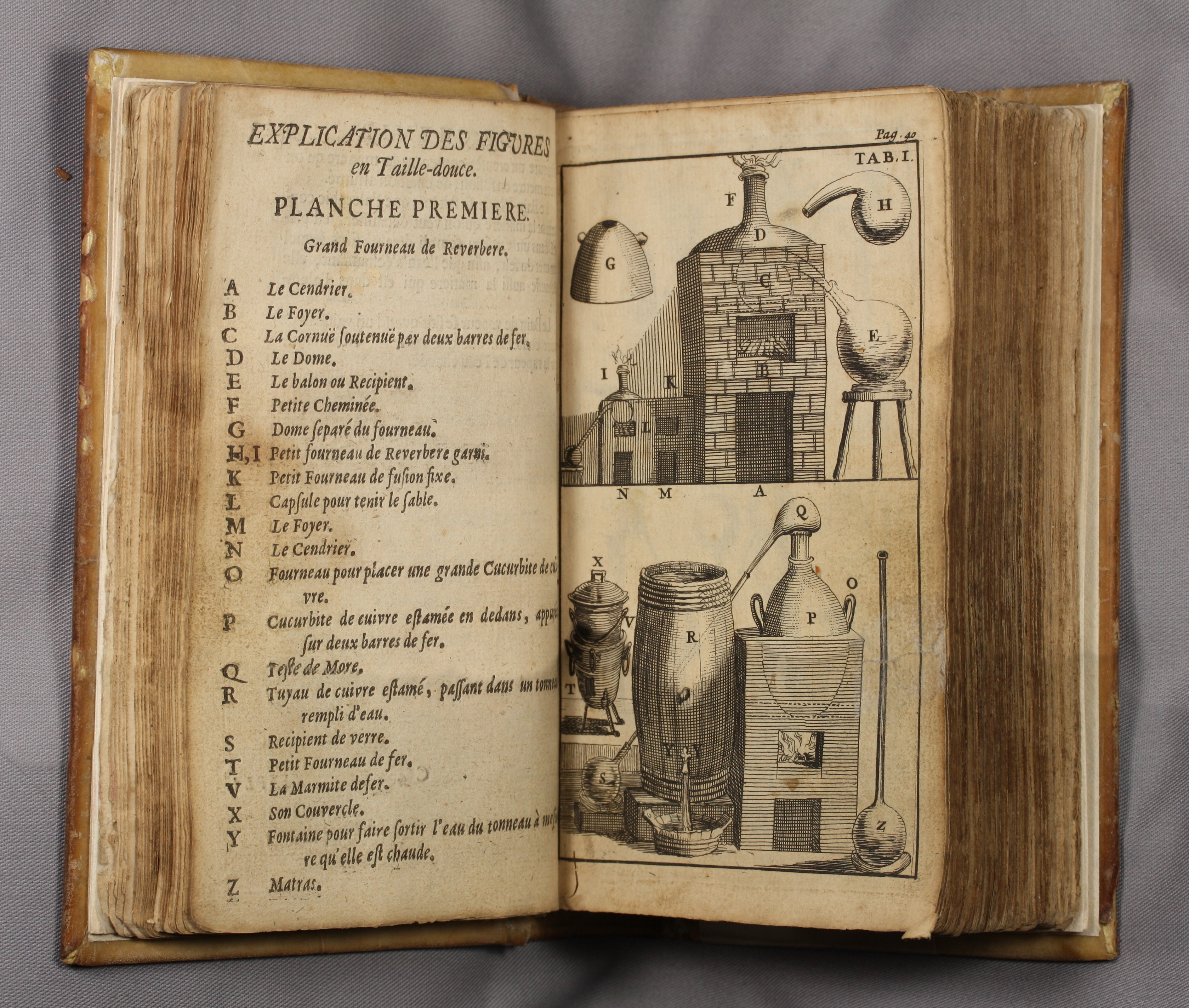
Ilustración de aparatos de laboratorio, Cours de chymie, 1683.

Tras la caída del Imperio romano, el foco de desarrollo alquímico se trasladó al mundo islámico. Se sabe mucho más sobre la alquimia islámica porque fue documentada mejor: de hecho, la mayoría de los primeros escritos que han sobrevivido el paso de los años lo han hecho como traducciones islámicas.
El mundo islámico fue un crisol para la alquimia. El pensamiento platónico y aristotélico, que ya había sido en cierta medida incluido en la ciencia hermética, continuó siendo asimilado. Alquimistas islámicos como al-Razi (en latín Rasis) y Jabir ibn Hayyan (en latín Geber) aportaron descubrimientos químicos clave propios, tales como la técnica de la destilación (las palabras alambique y alcohol son de origen árabe), los ácidos muriático (clorhídrico), sulfúrico y nítrico, la sosa, la potasa y más. (De los nombres árabes para estas dos últimas sustancias, al-natrun y al-qalīy, latinizados como Natrium y Kalium, proceden los símbolos modernos del sodio y el potasio.) El descubrimiento de que el agua regia, una mezcla de ácido nítrico y clorhídrico, podía disolver el metal más noble —el oro— habría de avivar la imaginación de alquimistas durante el siguiente milenio.
Los filósofos islámicos también hicieron grandes contribuciones al hermetismo alquímico. El autor más influyente en este aspecto posiblemente fuera Abu Musa Jabir ibn Hayyan (en árabe جابر إبن حيان, en latín Geberus, normalmente escrito en castellano como Geber). El objetivo primordial de Jabir era la takwin, la creación artificial de vida en el laboratorio alquímico, hasta e incluyendo la vida humana. Jabir analizó cada elemento aristotélico en términos de las cuatro cualidades básicas de calor, frío, sequedad y humedad. De acuerdo con él, en cada metal dos de estas cualidades eran interiores y dos exteriores. Por ejemplo, el plomo era externamente frío y seco, mientras que el oro era caliente y húmedo. De esta forma, teorizaba Jabir, reordenando las cualidades de un metal, podía obtenerse uno diferente. Con este razonamiento, la búsqueda de la piedra filosofal fue introducida en la alquimia occidental. Jabir desarrolló una elaborada numerología mediante la que las iniciales del nombre de una sustancia en árabe, cuando se les aplicaban varias transformaciones, mantenían correspondencias con las propiedades físicas del elemento.

### La alquimia en la Europa medieval

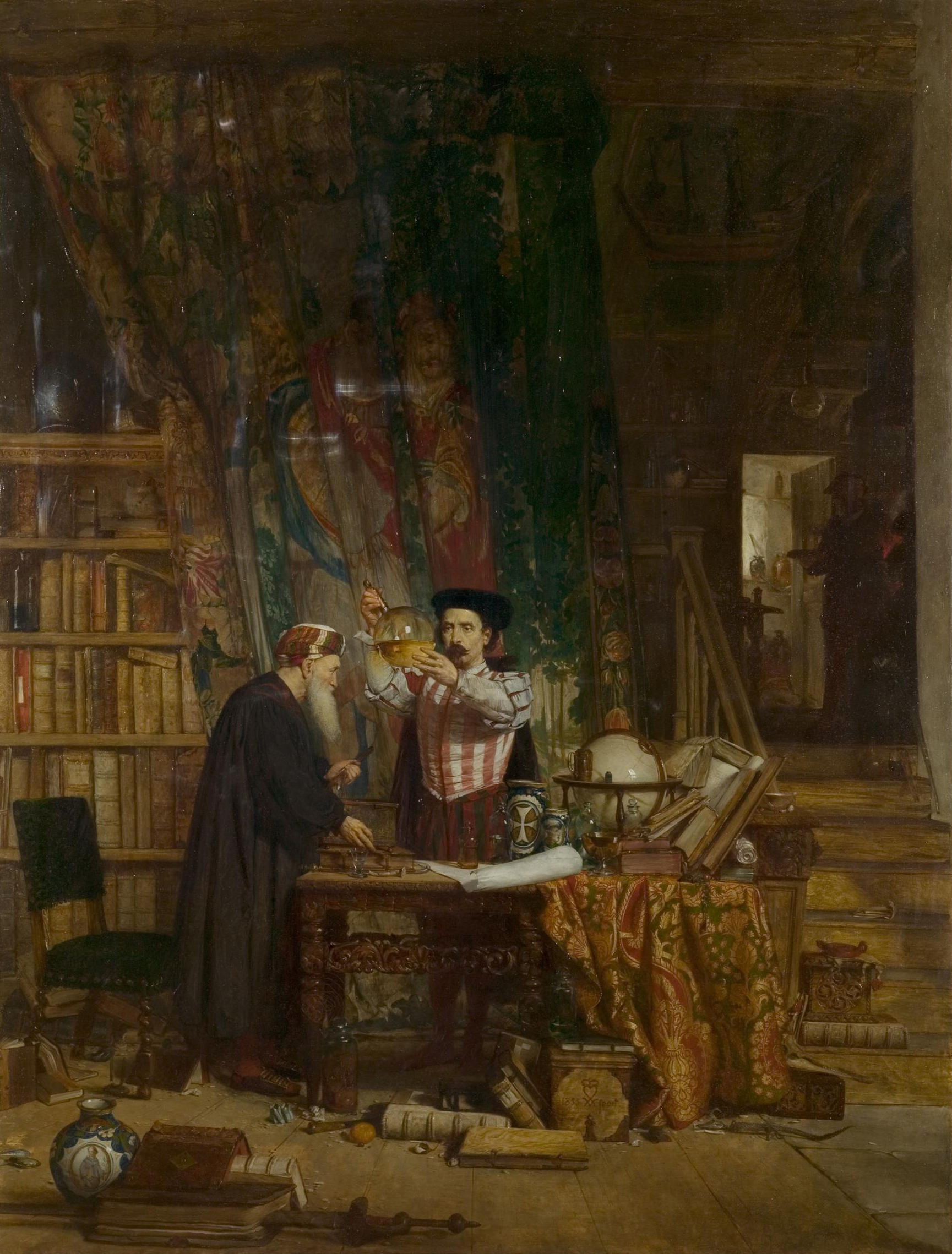
El alquimista de William Fettes Douglas.

Debido a sus fuertes conexiones con las culturas griega y romana, la alquimia fue bastante fácilmente aceptada por la filosofía cristiana y los alquimistas medievales europeos absorbieron extensivamente el conocimiento alquímico islámico. Gerberto de Aurillac (fallecido en 1003), quien más tarde se convertiría en el papa Silvestre II, fue uno de los primeros en llevar la ciencia islámica a Europa desde España. Más tarde, hombres como Adelardo de Bath, quien vivió en el siglo XII, trajeron enseñanzas adicionales. Pero hasta el siglo XIII los movimientos fueron principalmente asimilativos.
En este periodo aparecieron algunas desviaciones de los principios agustinianos de los primeros pensadores cristianos. San Anselmo (1033-1109) fue un benedictino que creía que la fe debe preceder a la razón, como Agustín y la mayoría de los teólogos anteriores a él había creído, aunque él añadió la opinión de que la fe y la razón eran compatibles y fomentó este último en un contexto cristiano. Sus puntos de vista sentaron las bases para la explosión filosófica que habría de ocurrir. Pedro Abelardo continuó el trabajo de Anselmo, preparando los cimientos para la aceptación del pensamiento aristotélico antes de que las primeras obras de Aristóteles alcanzasen Occidente. Su principal influencia en la alquimia fue su creencia en que los universales platónicos no tenían una existencia separada fuera de la consciencia del hombre. Abelardo también sistematizó el análisis de las contradicciones filosóficas.
Robert Grosseteste (1170-1253) fue un pionero de la teoría científica que posteriormente sería usada y refinada por los alquimistas. Grosseteste tomó los métodos de análisis de Abelardo y añadió el uso de observaciones, experimentación y conclusiones al realizar evaluaciones científicas. También trabajó mucho para tender un puente entre el pensamiento platónico y el aristotélico.
Alberto Magno (1193-1280) y Tomás de Aquino (1225-1274) fueron dos dominicos que estudiaron a Aristóteles y trabajaron en la reconciliación de las diferencias entre la filosofía y el cristianismo. Tomás de Aquino también trabajó intensamente en desarrollar el método científico. Incluso fue tan lejos como para afirmar que los universales podrían ser descubiertos solo mediante el razonamiento lógico y, como la razón no puede oponerse a Dios, debe por tanto ser compatible con la teología. Esto contradecía la comúnmente aceptada creencia platónica en que los universales se encontraban solo mediante iluminación divina. Ambos estuvieron entre los primeros en emprender el examen de la teoría alquímica y ellos mismos podrían ser considerados alquimistas, excepto por el hecho de que hicieron poco en cuanto a la experimentación.
El primer alquimista auténtico en la Europa medieval fue Roger Bacon. Su obra supuso tanto para la alquimia como la de Robert Boyle para la química y la de Galileo Galilei para la astronomía y la física. Bacon (1214-1294) era un franciscano de Oxford que estudió la óptica y los lenguajes además de la alquimia. Los ideales franciscanos de conquistar el mundo en lugar de rechazarlo le llevaron a su convicción de que la experimentación era más importante que el razonamiento: «De las tres formas en las que los hombres piensan que adquieren conocimiento de las cosas: autoridad, razonamiento y experiencia, solo la última es efectiva y capaz de llevar de paz al intelecto». «La ciencia experimental controla las conclusiones de todas las otras ciencias. Revela verdades que el razonamiento de los principios generales nunca habrían descubierto». A Roger Bacon también se le ha atribuido el inicio de la búsqueda de la piedra filosofal y del elixir de la vida: «Esa medicina que eliminará todas las impurezas y corrupciones de los metales menores también, en opinión de los sabios, quitará tanto de la corruptibilidad del cuerpo que la vida humana podrá ser prolongada durante muchos siglos». La idea de la inmortalidad fue reemplazada por la noción de la longevidad: después de todo, el tiempo que el hombre pasa en la Tierra era simplemente para esperar y prepararse para la inmortalidad en el mundo de Dios. La inmortalidad en la Tierra no encajaba con la teología cristiana.

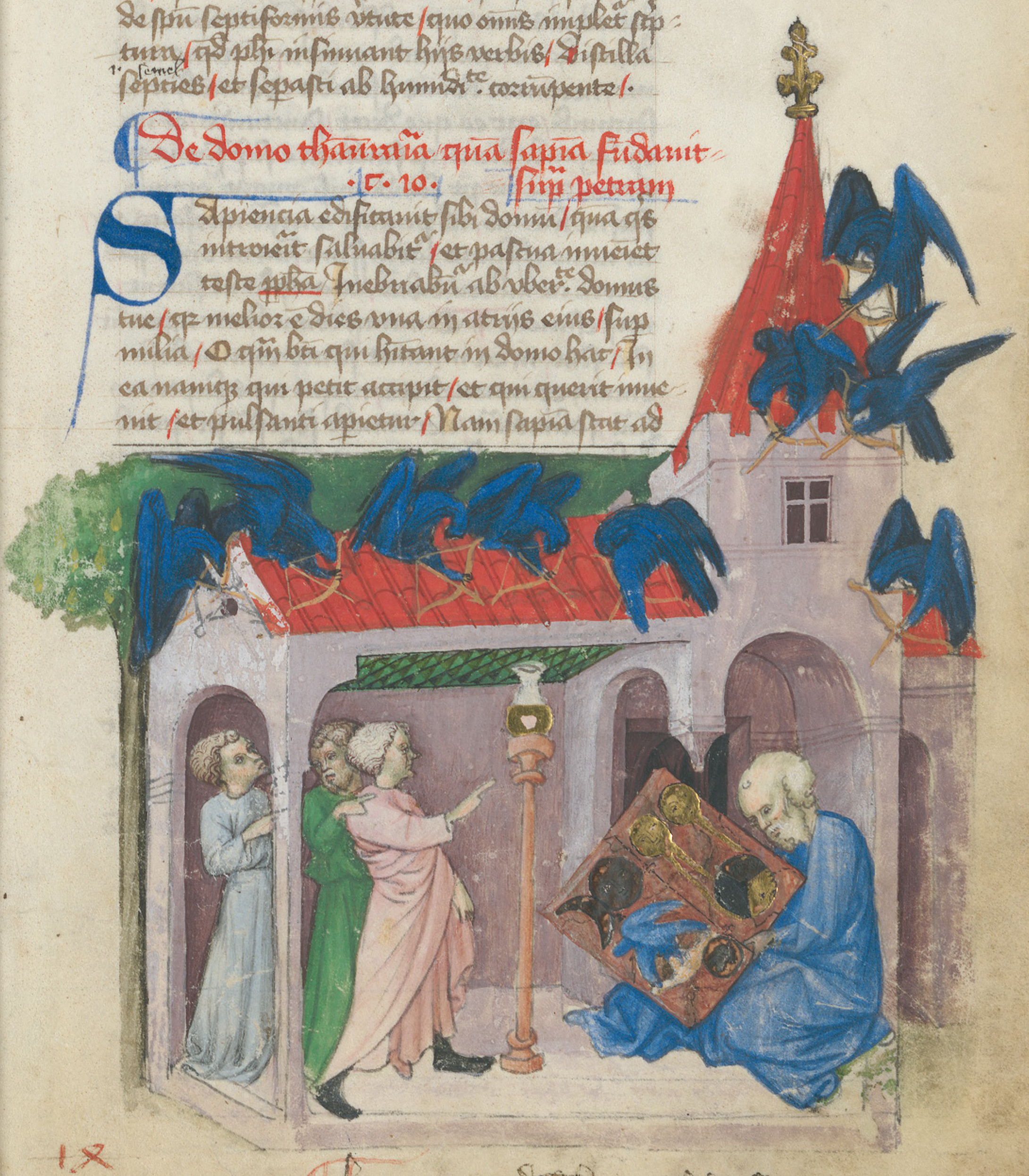
Aurora consurgens,.

Bacon no fue el único alquimista de esta época pero sí el más importante. Sus obras fueron usadas por incontables alquimistas entre los siglos XV y XIX. Otros alquimistas de su misma época compartieron diversos rasgos. Primero, y más obviamente, casi todos fueron miembros del clero. Esto se debía simplemente a que poca gente fuera de las escuelas parroquiales tenía la educación necesaria para examinar las obras derivadas del árabe. Además, la alquimia en esta época era autorizada por la iglesia como un buen método de explorar y desarrollar la teología. La alquimia era interesante para la amplia variedad de clérigos porque ofrecía una visión racionalista del universo donde los hombres apenas estaban empezando a aprender sobre el racionalismo.
Así que hacia finales del siglo XIII, la alquimia se había desarrollado hasta un sistema de creencias bastante estructurado. Los adeptos creían en las teorías de Hermes sobre el macrocosmos-microcosmos, es decir, creían que los procesos que afectan a los minerales y otras sustancias podían tener un efecto en el cuerpo humano (por ejemplo, si uno aprendiese el secreto de purificar oro, podría usar la misma técnica para purificar el alma humana). Creían en los cuatro elementos y las cuatro cualidades anteriormente descritas y tenían una fuerte tradición de esconder sus ideas escritas en un laberinto de jerga codificada lleno de trampas para despistar a los no iniciados. Por último, los alquimistas practicaban su arte: experimentaban activamente con sustancias químicas y hacían observaciones y teorías sobre cómo funcionaba el universo. Toda su filosofía giraba en torno a su creencia en que el alma del hombre estaba dividida dentro de él tras la caída de Adán. Purificando las dos parte del alma del hombre, este podría reunirse con Dios.
En el siglo XIV se produjeron cambios importantes. Por una parte, en el año 1317, el papa Juan XXII prohíbe la práctica de la alquimia a través de la bula Spondent quas non exhibent que retiró a todos los miembros de la iglesia de la práctica de este arte. No obstante, se cree que este mismo papa estuvo interesado en el estudio alquímico y que también escribió un tratado titulado Ars transmutatoria en el que narraba cómo fabricó 200 barras de oro de un quintal. Esto no era nuevo en el seno de la iglesia ya que en 1295 la legislación de los franciscanos prohibió escribir, leer e incluso poseer libros de alquimia. Mientras tanto los filósofos de la época variaron sus puntos de vista ya que Guillermo de Ockham, un franciscano de Oxford que murió en 1349, atacó la visión tomista de la compatibilidad entre la fe y la razón. Su opinión, hoy ampliamente aceptada, era que Dios debe ser aceptado solo con la fe, pues Él no podía ser limitado por la razón humana. Por supuesto este punto de vista no era incorrecto si uno aceptaba el postulado de un Dios ilimitado frente a la limitada capacidad humana para razonar, pero eliminó virtualmente a la alquimia como práctica aceptada en los siglos XIV y XV. Los cambios climáticos, la peste negra y el incremento de guerras y hambrunas que caracterizaron a este siglo sirvieron también sin duda de obstáculo al ejercicio filosófico en general.

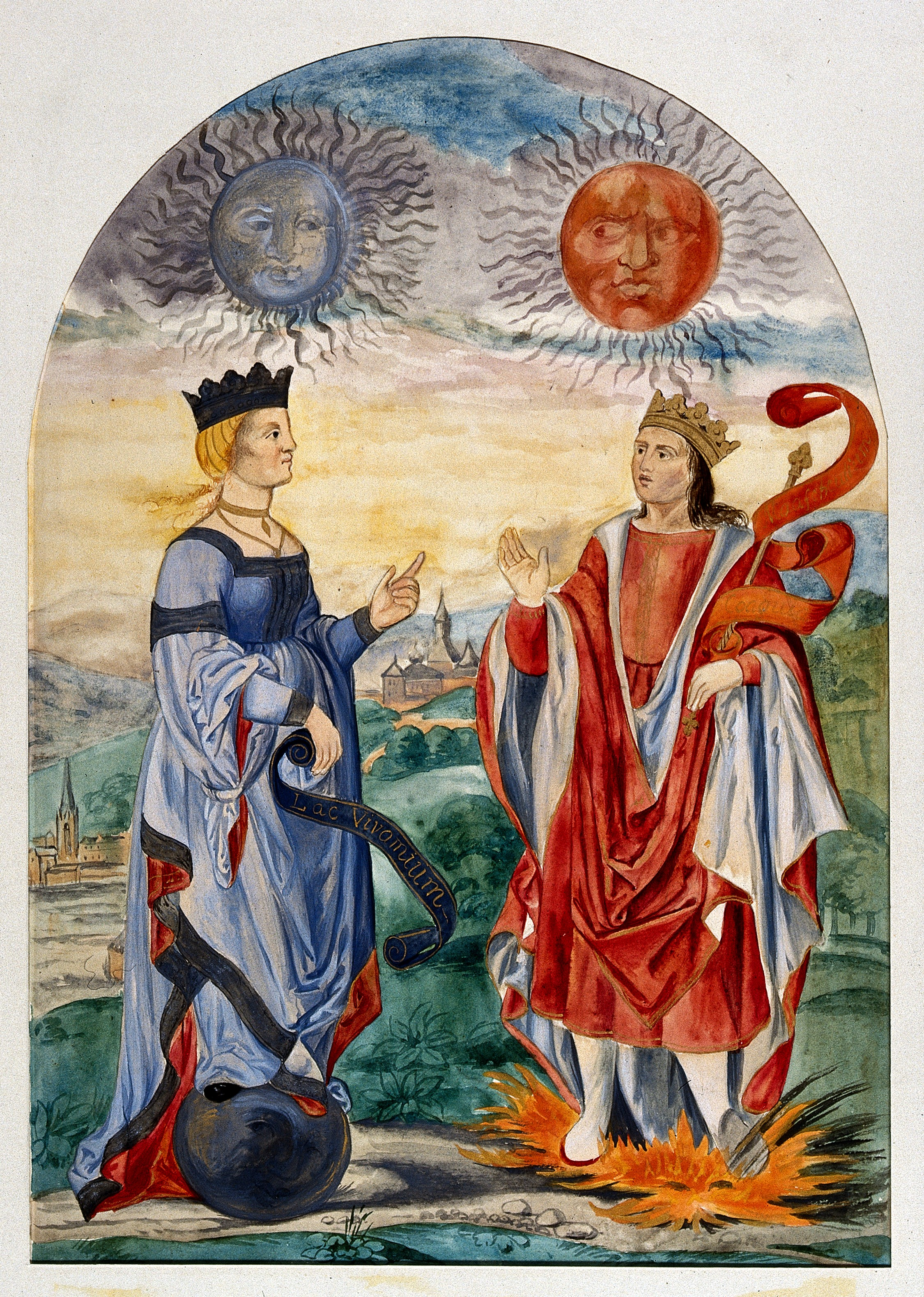
Splendor Solis,.

La alquimia se mantuvo viva gracias a hombres como Nicolas Flamel, digno de mención solo porque fue uno de los pocos alquimistas que escribieron en estos tiempos difíciles. Flamel vivió entre 1330 y 1417 y serviría como arquetipo a la siguiente fase de la alquimia. No fue un investigador religioso como muchos de sus predecesores y todo su interés por el arte giraba en torno a la búsqueda de la piedra filosofal, que se dice que halló. Sus obras dedican gran cantidad de espacio a describir procesos y reacciones, pero nunca llegan realmente a dar la fórmula para conseguir las transmutaciones. La mayoría de su obra estaba dedicada a recoger el saber alquímico anterior a él, especialmente en lo relacionado con la piedra filosofal.
Durante la Baja Edad Media (1300-1500) los alquimistas fueron muy parecidos a Flamel: se concentraron en la búsqueda de la piedra filosofal y el elixir de la juventud, que ahora se creía que eran cosas separadas. Sus alusiones crípticas y su simbolismo llevaron a grandes variaciones en la interpretación del arte. Por ejemplo, muchos alquimistas durante este periodo interpretaban que la purificación del alma significaba la transmutación del plomo en oro (en la que creían que el mercurio desempeñaba un papel crucial). Estos hombres eran considerados magos y hechiceros por muchos y fueron con frecuencia perseguidos por sus prácticas..
Uno de estos hombres que surgió a principios del siglo XVI se llamaba Heinrich Cornelius Agrippa. Este alquimista creía ser un mago y poder invocar espíritus. Su influencia fue insignificante pero, como Flamel, elaboró escritos a los que se refirieron alquimistas de años posteriores. De nuevo como Flamel, hizo bastante por cambiar la alquimia de una filosofía mística a una magia ocultista. Mantuvo vivas las filosofías de alquimistas anteriores, incluyendo la ciencia experimental, la numerología, etc., pero añadió la teoría mágica, lo que reforzó la idea de la alquimia como creencia ocultista. A pesar de todo esto, Agrippa se consideraba a sí mismo cristiano, si bien sus opiniones entraron con frecuencia en conflicto con la Iglesia, en afirmaciones de Edwardes (1977, p. 56-9) y Wilson (1971, p. 23-9).

### La alquimia en la era moderna y el Renacimiento
La alquimia europea continuó por esta misma senda hasta los albores del Renacimiento. Esta época vio también un florecimiento de los estafadores que usaban trucos químicos y juegos de manos para «demostrar» la transmutación de metales comunes en oro o que afirmaban poseer el conocimiento del secreto que (con una «pequeña» inversión inicial) llevaría con toda seguridad a ello.

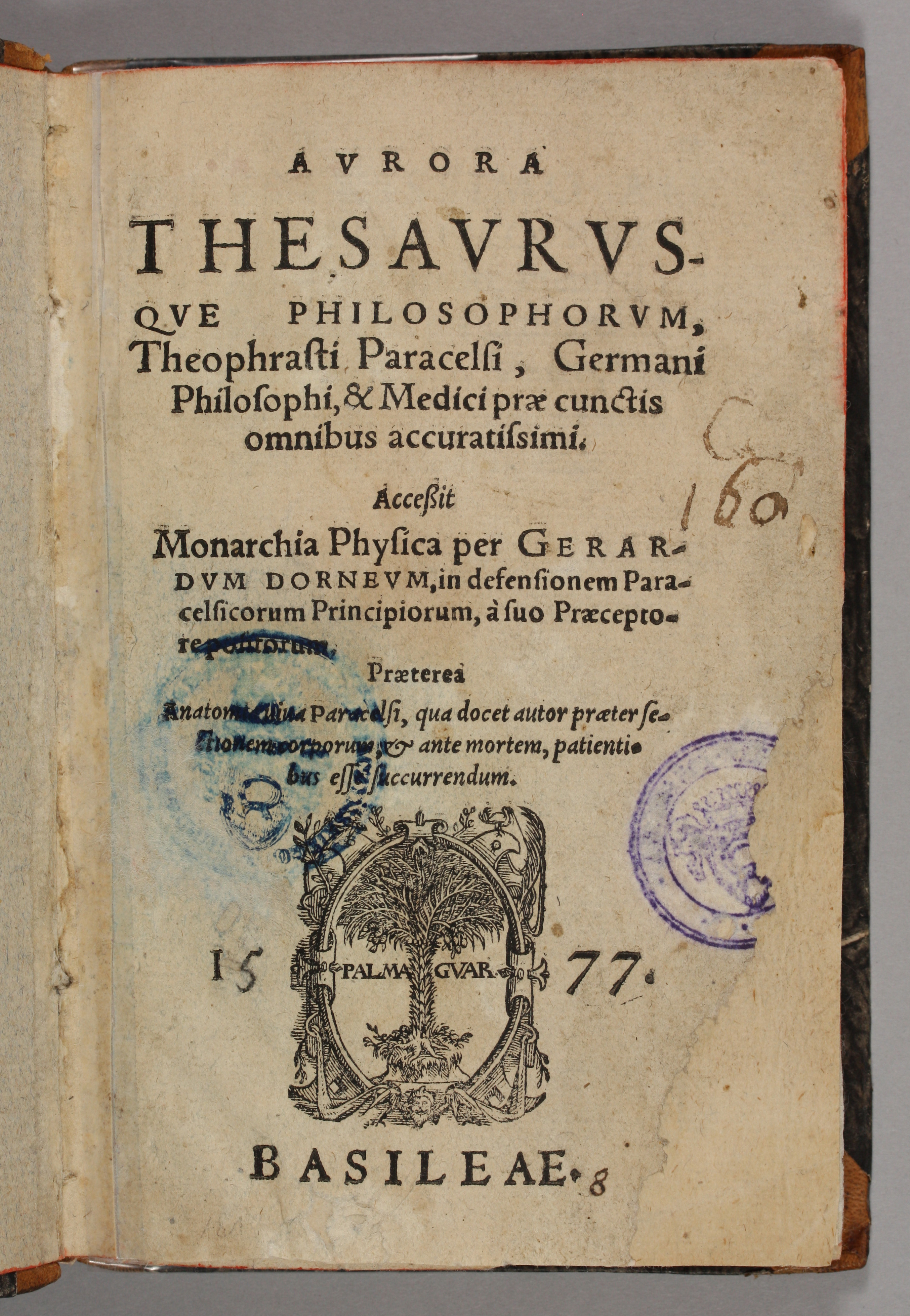
Aurora thesaurusque philosophorum, obra de 1577 de Paracelso.

El nombre más importante de este periodo es Paracelso (1493-1541), quien dio a la alquimia una nueva forma, rechazando parte del ocultismo que había acumulado a lo largo de los años y promoviendo el uso de observaciones y experimentos para aprender sobre el cuerpo humano. Paracelso rechazó las tradiciones gnósticas pero mantuvo mucho de las filosofías hermética, neoplatónica y pitagórica; sin embargo, la ciencia hermética tenía tanta teoría aristotélica que su rechazo del gnosticismo era prácticamente insignificante. En particular, rechazó las teorías mágicas de Flamel y Agrippa. Paracelso no se veía a sí mismo como un mago y desdeñaba a quienes lo hacían.
Paracelso fue pionero en el uso de compuestos químicos y minerales en medicina. Escribió que «Muchos han dicho que la alquimia es para fabricar oro y plata. Para mí no es tal el propósito, sino considerar solo la virtud y el poder que puede haber en las medicinas». Sus puntos de vista herméticos eran que la enfermedad y la salud del cuerpo dependían de la armonía del hombre (el microcosmos) y la naturaleza (el macrocosmos). Paracelso dio un enfoque diferente al de sus predecesores, usando esta analogía no como referencia a la purificación del alma sino a que los humanos deben mantener ciertos equilibrios de minerales en sus cuerpos y que para ciertas enfermedades de estos había remedios químicos que podían curarlas.. Mientras sus intentos de tratar enfermedades con remedios tales como el mercurio podrían parecer contraproducentes desde un punto de vista moderno, su idea básica de medicinas producidas químicamente ha permanecido vigente sorprendentemente bien.

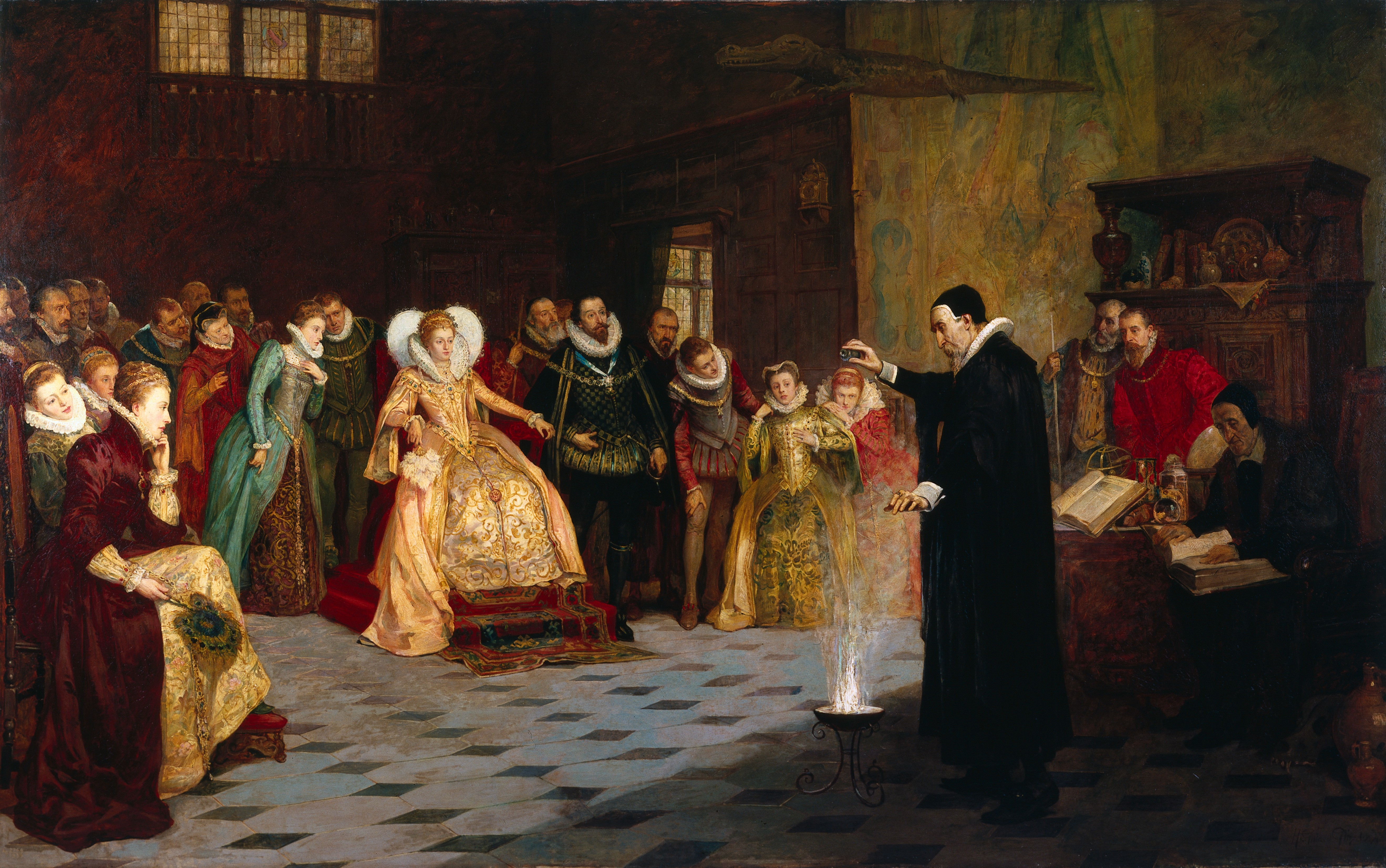
John Dee performing an experiment before Queen Elizabeth I, Henry Gillard Glindoni.

En Inglaterra la alquimia en esta época se asocia frecuentemente con John Dee (1527-1608), más conocido por sus facetas de astrólogo, criptógrafo y «consultor científico» general de la reina Isabel I. Dee era considerado una autoridad en la obra de Roger Bacon y estuvo lo suficientemente interesado en la alquimia como para escribir un libro sobre ella (Monas Hieroglyphica, 1564), influenciado por la cábala. El socio de Dee, Edward Kelley —quien afirmaba conversar con ángeles a través de una bola de cristal y poseer un polvo que transformaría el mercurio en oro—, puede haber sido la fuente de la imagen popular del alquimista-charlatán.
Un alquimista menos conocido de esta época es Miguel Sendivogius (1566-1636), filósofo, médico y pionero de la química polaco. Según algunas fuentes, destiló oxígeno en el laboratorio sobre 1600, 170 años antes que Scheele y Priestley, calentando salitre. Pensaba que el gas resultante era «el elixir de la vida». Poco después de descubrir este método, se cree que Sendivogius enseñó su técnica a Cornelius Drebbel, quien en 1621 le daría aplicación práctica en un submarino.
Tycho Brahe (1546-1601), conocido por sus investigaciones astronómicas y astrológicas, era también un alquimista. Tuvo un laboratorio expresamente construido para este fin en Uraniborg, su observatorio e instituto de investigación.

### El declive de la alquimia occidental

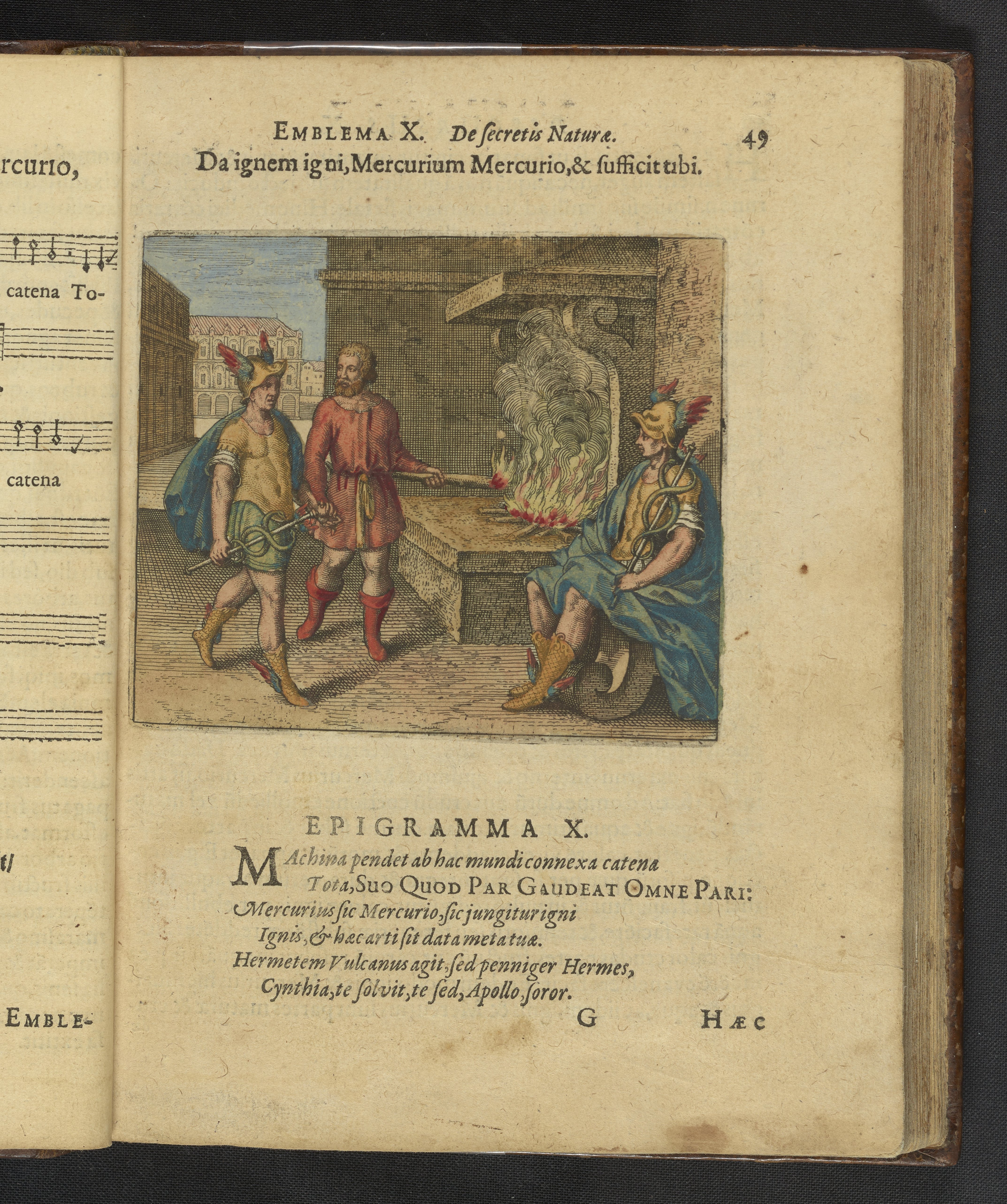
Atalanta fugiens, 1617.

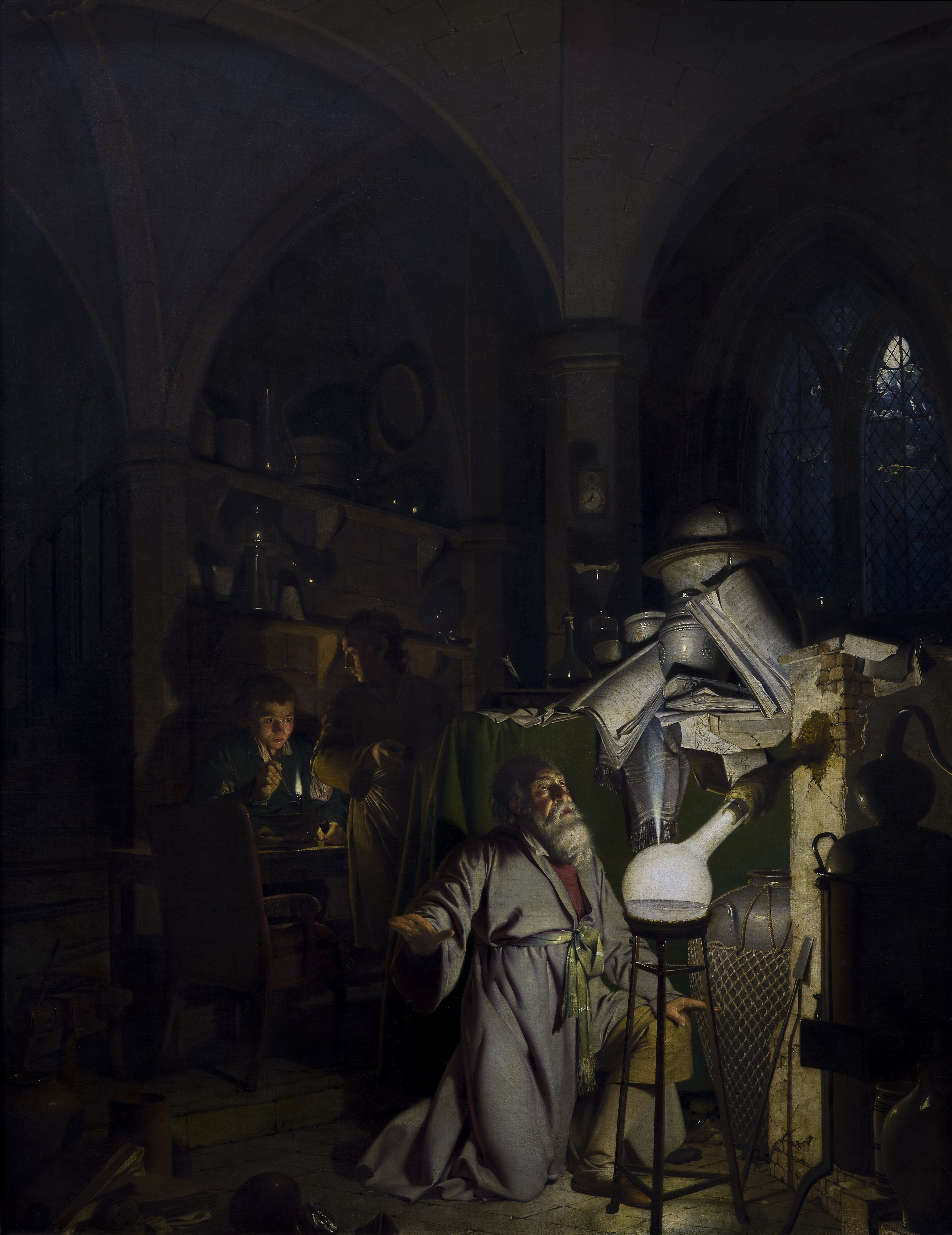
El alquimista en busca de la piedra filosofal (1771) de Joseph Wright of Derby (Derby Museum and Art Gallery, Derby, Reino Unido).

La desaparición de la alquimia occidental se debió al auge de la ciencia moderna con su énfasis en la rigurosa experimentación cuantitativa y su desdén hacia la «sabiduría antigua». Aunque las semillas de estos sucesos fueron plantadas ya en el siglo XVII, la alquimia aún prosperó durante unos doscientos años, y de hecho puede que alcanzase su apogeo en el siglo XVIII. En 1781, James Price afirmó haber producido un polvo que podía transmutar el mercurio en plata u oro. Igualmente otro alquimista conocido era el arzobispo húngaro Jorge Lippay, quien realizó varias investigaciones para el emperador germánico Leopoldo I de Habsburgo, entusiasta creyente de la teoría de la creación del oro.
Robert Boyle, conocido por sus estudios sobre los gases (véase la ley de Boyle), fue uno de los pioneros del método científico en las investigaciones químicas. Boyle no asumía nada en sus experimentos y recopilaba todos los datos relevantes: en un experimento típico anotaba el lugar en el que se efectuaba, las características del viento, las posiciones del sol y la luna y la lectura barométrica, por si luego resultasen ser relevantes. Este enfoque terminó llevando a la fundación de la química moderna en los siglos XVIII y XIX, basada en los revolucionarios descubrimientos de Lavoisier y John Dalton, que finalmente proporcionaron un marco de trabajo lógico, cuantitativo y fiable para entender las transmutaciones de la materia, revelando la futilidad de las tradicionales metas alquímicas tales como la piedra filosofal.
Mientras tanto, la alquimia paracélsica llevó al desarrollo de la medicina moderna. Los experimentalistas descubrieron gradualmente los mecanismos del cuerpo humano, tales como la circulación de la sangre (Harvey, 1616), y finalmente localizaron el origen de muchas enfermedades en las infecciones con gérmenes (Koch y Pasteur, siglo XIX) o la falta de nutrientes y vitaminas naturales (Lind, Eijkman, Funk et al.). Apoyada en el desarrollo paralelo de la química orgánica, la nueva ciencia desplazó fácilmente a la alquimia en sus aplicaciones médicas, interpretativas y prescriptivas, mientras apagaba sus esperanzas en elixires milagrosos y mostraba la inefectividad e incluso toxicidad de sus remedios.
De esta forma, a medida que la ciencia siguió descubriendo y racionalizando continuamente los mecanismos del universo, fundada en su propia metafísica materialista, la alquimia fue quedando despojada de sus conexiones química y médica, pero incurablemente sujeta a ellas. Reducida a un sistema filosófico arcano, pobremente relacionada con el mundo material, la alquimia sufrió el destino común a otras disciplinas esotéricas tales como la astrología y la cábala: excluida de los estudios universitarios, rechazada por sus antiguos mecenas, relegada al ostracismo por los científicos y considerada habitualmente como el epítome de la charlatanería y la superstición. Sin embargo, los rosacruces y francmasones siempre han estado interesados en la alquimia y su simbolismo. Una gran colección de libros sobre alquimia se guarda en la Bibliotheca Philosophica Hermetica de Ámsterdam.
Estos avances podrían ser interpretados como parte de una reacción más amplia del intelectualismo europeo contra el movimiento romántico del siglo anterior.

## Alquimia en la época moderna
En la época actual se han realizado progresos para alcanzar algunas de las metas de la alquimia aunque usando métodos científicos.
Podría decirse que el objetivo de la investigación en inteligencia artificial es precisamente crear una vida desde cero,[cita requerida] y los filosóficamente opuestos a la posibilidad de la IA la han comparado con la alquimia, como Herbert y Stuart Dreyfus en su ensayo de 1960 Alquimia e IA (Alchemy and AI). Sin embargo, debido a que el objetivo específico de la alquimia es la transmutación humana más que la creación de vida desde cero, la investigación genética, especialmente el ayuste, estaría más cerca de la misma.[cita requerida]

### Transmutación nuclear
En 1919 Ernest Rutherford usó la desintegración artificial para convertir nitrógeno en oxígeno, aunque usando métodos de bombardeo nuclear. Este proceso o transmutación ha sido posteriormente realizado a escala comercial mediante el bombardeo de núcleos atómicos con partículas de alta energía en aceleradores de partículas y reactores nucleares.[cita requerida]
La idea de convertir plomo en oro no es del todo incorrecta ya que, teóricamente, bastaría extraer 3 protones de un átomo de plomo (82 protones) para obtener otro pero de oro (79 protones). De hecho, en 1980 Glenn T. Seaborg transmutó plomo en oro, solo que el oro resultante apenas dura unos segundos por su inestabilidad atómica y la cantidad obtenida es tan microscópica que hace impensable su rentabilidad.

### Afirmaciones de transmutación no verificadas
En 1964 George Ohsawa y Michio Kushi, basándose en una de las primeras afirmaciones de Corentin Louis Kervran, informaron haber logrado transmutar sodio en potasio usando un arco eléctrico, y más tarde carbono y oxígeno en hierro[cita requerida]. En 1994, R. Sundaresan y J. Bockris informaron haber observado reacciones de fusión en descargas eléctricas entre barras de carbono sumergidas en agua. Sin embargo, ninguna de estas afirmaciones ha sido reproducida por otros científicos y la idea está en la actualidad ampliamente desacreditada.

### Psicología analítica

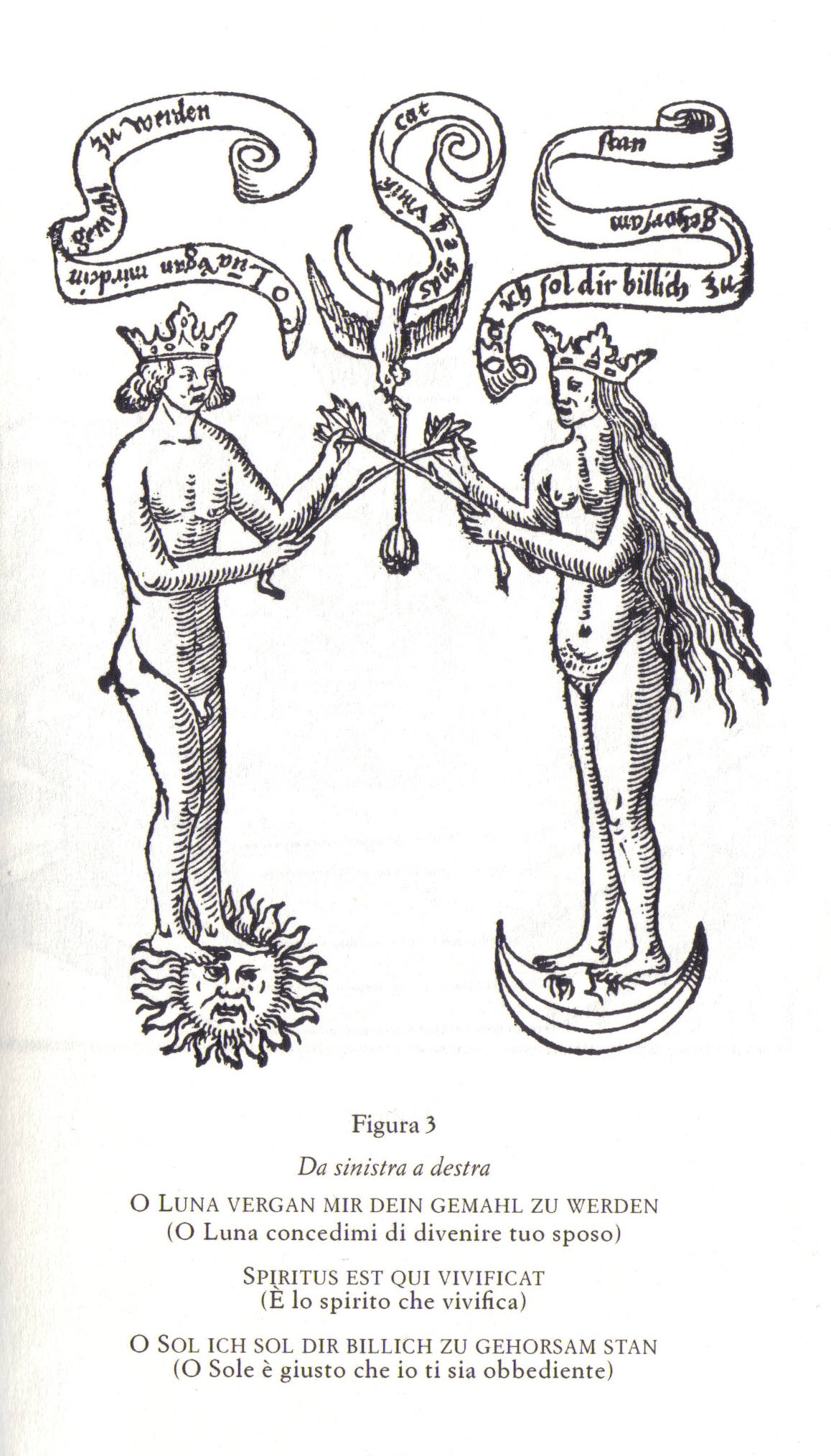
Rosarium philosophorum.

El psiquiatra suizo Carl Gustav Jung inició su contacto con la alquimia desde un claro desinterés: «La alquimia me parecía una cosa afectada y ridícula». Su opinión cambiaría radicalmente en 1928 a raíz del comentario solicitado por parte del sinólogo Richard Wilhelm sobre la traducción de las ocho primeras secciones de un tratado de alquimia fisiológica china del siglo XIII: El secreto de la flor de oro, libro budista con base taoísta. El inicio de su contacto con la alquimia se vio por lo tanto determinado al contemplar en la obra las bases del proceso de individuación, así como un centro procesual al que denominó posteriormente «sí-mismo» (originalmente en alemán Selbst). Necesitó diez años para elaborar un diccionario de referencias cruzadas con el fin de poder entender los significados incluidos en los textos alquímicos, así como quince años para disponer de una biblioteca semejante a las de sus sueños. A todo ello no hay que olvidar la importancia que revistieron para el acceso de Jung a la esencia de la alquimia diversas figuras históricas relevantes, como son María la Judía, Zósimo de Panópolis o Paracelso.
Jung vio la alquimia como una protopsicología occidental dedicada al logro de la individuación. En su interpretación, la alquimia era el recipiente en el que el gnosticismo sobrevivió sus diversas purgas en el Renacimiento. En este sentido, Jung veía la alquimia como comparable al yoga en occidente. También interpretaba los textos alquímicos chinos en términos de su psicología analítica como medios para la individuación.
Jung sostiene en su obra Psicología y alquimia (1944) que los fenómenos observables de lo inconsciente, tales como los sueños, contienen elementos simbólicos que también se pueden hallar en la simbología alquímica. Además, dedica un análisis al paralelismo entre los conceptos de la llamada piedra filosofal, por un lado, y la figura de Cristo, por otro.
Ilustró a través de las figuras del Rosarium philosophorum incluidas en su trabajo La psicología de la transferencia (1946) aquellos fenómenos transferenciales acaecidos en el proceso de individuación.
Finalmente, en su obra Mysterium coniunctionis (1955-1956), configura la culminación de la confrontación entre la alquimia y la psicología analítica. Como tercera parte de dicha obra se incluirá editado y comentado por Marie-Louise von Franz el Aurora consurgens.
Restarían aún por publicar dos importantes obras inéditas de Jung sobre alquimia, en proceso de edición por la Philemon Foundation:
1. El Volumen 8 de sus Conferencias ETH impartidas durante el semestre de invierno de 1940/1941 y el semestre de verano de 1941, titulado La psicología de la alquimia.[42]
2. Una importante obra sobre alquimia e individuación fechada en 1937, inédita y desconocida hasta ahora, a publicar en 2024.[42][43]

## Obras clásicas de alquimia

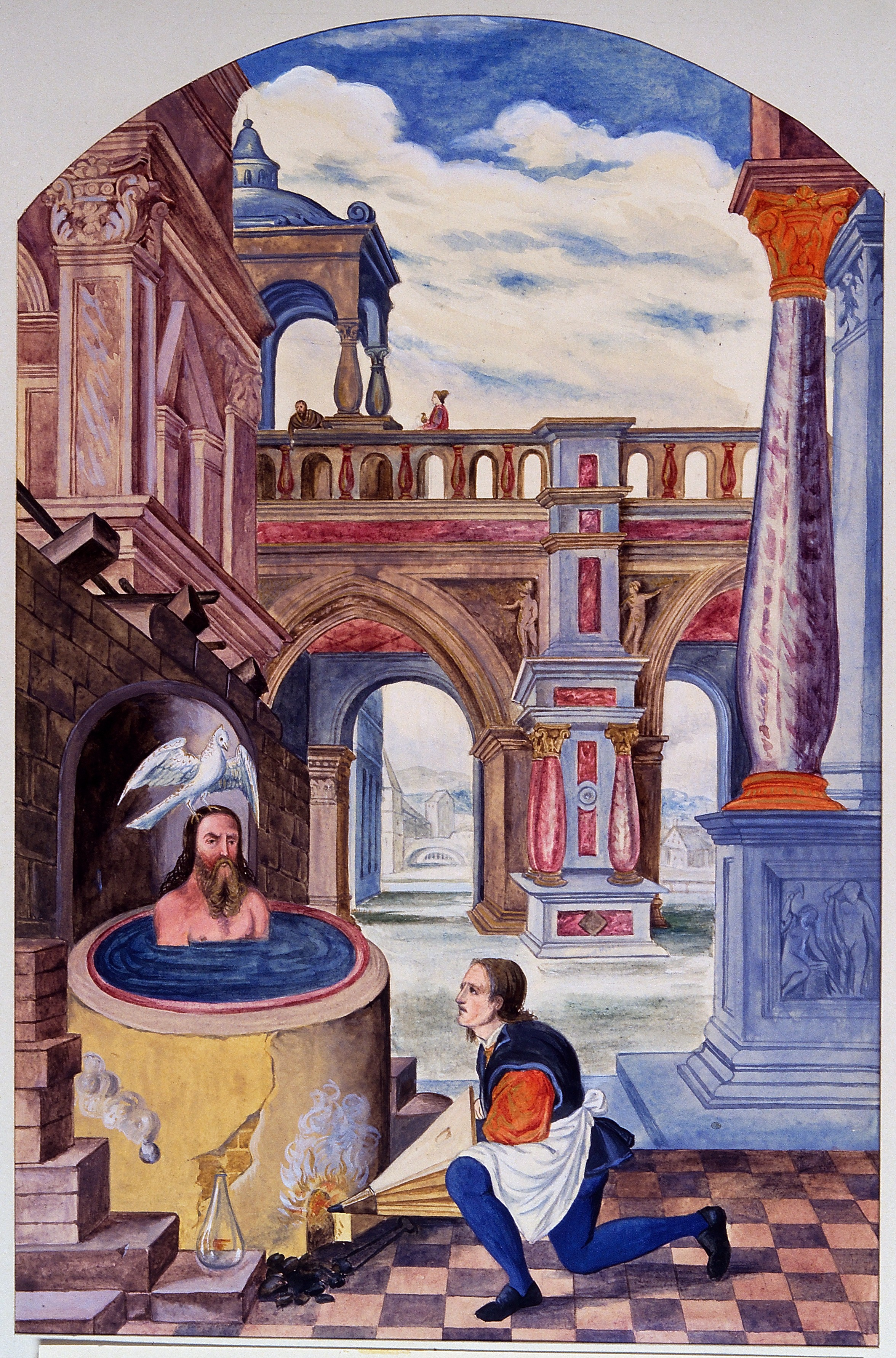
Splendor Solis.

- Albertus Magnus, Compositum de Compositis (El compuesto de los compuestos).
- Altus, Mutus Liber (El libro mudo).
- Arnau de Vilanova, Semita Semitæ (El camino del camino).
- Basilius Valentinus, Carrus Triumphalis Antimonii (El carro triunfal del antimonio); Duodecim Claves.
- Bernardo de Treviso, El sueño verde.
- Bibliotheca Philosophica Hermetica.
- Conversación del rey Calid y del filósofo Morien sobre el magisterio de Hermes.
- Donum Dei.
- Elias Ashmole, Theatrum chemicum britannicum.
- Eugenio Filaleteo, El arte hermético al descubierto.
- Fulcanelli, El misterio de las catedrales; Las moradas filosofales; Finis Gloriæ Mundi.
- Georges Aurach, El jardín de las riquezas.
- Hermes Trismegisto, Tabla de Esmeralda.
- Instrucción de un padre a su hijo acerca del árbol solar.
- Lambspring, Libro de Lambspring.
- Jacques Le Tesson, La obra del león verde.
- La clavícula o La clave universal (atribuido a Raimundus Lullus).
- Le Crom, Tratado de la sal de los filósofos.
- Libro de Picatrix.
- Lucas Jennis, Musaeum hermeticum.
- Michael Maier, Atalanta Fugiens; Scrutinium Chymicum; Septimana Philosophica; Arcana Arcanissima; Viatorum; Lusus Scrius; Symbola Aureæ; Themis Aurea o De Circulo Physico Cuadrato.
- Michael Sendivogius, Carta filosófica; Novum Lumen Chymicum; Dialogus Mercurii; Tractatus de Sulphure; Ænigma Philosphicum.
- Nicholas Flamel, El libro de las figuras jeroglíficas; El deseo deseado.
- Roberto Valensis, La gloria del mundo o La tabla del paraíso.
- Roger Bacon, Speculum Alchemiæ (El espejo de la alquimia); Alchemia Major; De Ione Viridi; Breviaram de dono Dei; Secretm secretorum; Epístolæ de secretis operibus artis et naturæ ac mullitate magiæ.
- Rosarium philosophorum.
- Speculum veritatis.
- Splendor Solis.
- Stolcius von Stolcenberg, Vyridarium Chymicum.
- Teofrasto Paracelso, Opera Omnia; De Natura Rerum Libri Novem; Thesaurus Thesaurorum Alchimistorum (El tesoro de los tesoros de los alquimistas).
- Theatrum chemicum (Teatro químico), recopilación de tratados alquímicos del Renacimiento.
- Tomás de Aquino, Aurora consurgens; Tratado de la piedra filosofal; Tratado sobre el arte de la alquimia.
- Tratado del secreto del arte filosófico: la arqueta del pequeño campesino.
- Turba philosophorum.
- Valentín Andreae, Las bodas alquímicas de Christian Rosacruz.

## La alquimia en la cultura popular

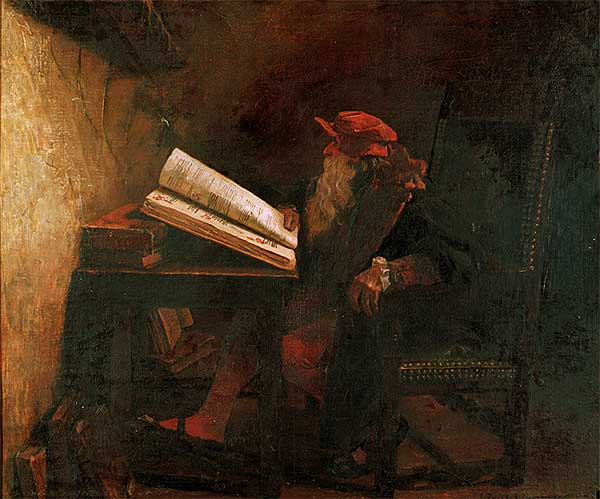
Dr. Fausto por Jean-Paul Laurens.

Muchos escritores satirizaron a los alquimistas y los usaron como blanco de ataques satíricos. Dos famosos ejemplos antiguos son:
- Geoffrey Chaucer, The Canon's Yeoman's Prologue and Tale (c. 1380). El protagonista, un alquimista de camino a Canterbury, afirma que «lo enlosará entero de plata y oro».
- Ben Jonson, El alquimista (c. 1610). En esta obra de cinco actos, los personajes montan un taller de alquimia para estafar a la gente.

En obras más recientes los alquimistas suelen ser presentados bajo una luz más romántica y mística y a menudo se hace poca distinción entre alquimia, magia y brujería:
- William Shakespeare, La tempestad (1611). Es su obra más influenciada por la alquimia, plagada de imaginería alquímica y con Próspero como mago arquetípico.
- Mary Shelley, Frankenstein (1818). Victor Frankenstein emplea tanto la alquimia como la ciencia moderna para crear el monstruo de Frankenstein.
- Vladímir Odóyevski, Salamandra (1828).
- Goethe, segunda parte de Fausto (1832). Wagner, el sirviente de Fausto, usa la alquimia para crear un homúnculo.
- Honoré de Balzac, La búsqueda de lo absoluto (1834)
- Antal Szerb, La leyenda de los Pendragon (1934).
- Gabriel García Márquez, Cien años de soledad (1967). Un alquimista llamado Melquíades se añade a la atmósfera surrealista de la novela (véase realismo mágico).
- Ian Watson, Los Jardines de las Delicias (1980). Un alquimista del futuro, ayudado por un poderoso extraterrestre, crea un planeta basado en la pintura de El Bosco El jardín de las delicias.
- En algunas de las novelas del Mundodisco de Terry Pratchett (1983-2015) aparece un gremio de alquimistas. Son conocidos por volar la sede de su gremio regularmente. Juegan un papel particularmente importante en Hombres de Armas (1993).
- John Crowley, Ægypt (1987-2007). Tetralogía de novelas de realismo mágico que tratan extensivamente del Dr. Dee, la alquimia, la astrología y la magia.
- Paulo Coelho, El alquimista (1988). El protagonista conoce un alquimista y aprende los principios de la alquimia.
- Umberto Eco, El péndulo de Foucault (1988).
- J. K. Rowling, Harry Potter y la piedra filosofal (1997). En ella aparece Nicolas Flamel como un personaje.
- Neal Stephenson, Ciclo barroco (2003-2004). Incluye alquimistas reales e imaginarios como Isaac Newton, de Duillier y Enoch Root.
- Hiromu Arakawa, Fullmetal Alchemist (2001-2010). La autora recrea un mundo paralelo gobernado por los principios de la alquimia.

### Otros artículos relacionados con la alquimia
- Alambique
- Alkahest, elixir de la vida, quintaesencia
- Teoría de los cuatro humores
- Dualismo
- Espagiria
- Goldwasser
- Grimorio
- Hermetismo
- Opus magnum
- Piedra filosofal
- Símbolo alquímico
- Transmutación

### Filosofías relacionadas
- Acupuntura, moxibustión, Ayurveda, homeopatía
- Antroposofía
- Astrología
- Escritura asémica
- Esoterismo, rosacrucismo, Iluminados de Baviera
- Kayakujutsu
- Nigromancia, magia
- Nueva era
- Taoísmo y los cinco elementos
- Tradición esotérica occidental

### Conexiones científicas
- Química • Física
- Método científico • Protociencia
- Historicismo
- Pseudociencia • Anticiencia
- Teorías científicas obsoletas

### Sustancias de los alquimistas
- Metales: oro • plata • plomo • cobre • estaño • hierro • mercurio • zinc • magnesio
- No metales: fósforo • azufre • arsénico • antimonio
- Ácidos: sulfúrico • muriático • nítrico • acético • fórmico • cítrico
- Compuestos: agua regia • amoníaco • alcohol • pólvora • vitriolo